# Carla Suárez Navarro
Carla Suárez Navarro (Las Palmas de Gran Canaria, 3 settembre 1988) è un'ex tennista spagnola.
Nel corso della sua carriera, ha disputato undici finali WTA vincendo due titoli, tra cui il prestigioso Qatar Total Open 2016. Tra le altre, invece, vanta una finale disputata nell'ancora più prestigioso Miami Open nel 2015. Per quanto riguarda i tornei del Grand Slam, ha raggiunto i quarti di finale ben sette volte: tre agli Australian Open nel 2009, 2016 e 2018; due all'Open di Francia nel 2008 e 2014 e due all'US Open nel 2013 e 2018. A Wimbledon non ha mai superato gli ottavi.
Vanta ottimi risultati anche nel doppio, dove ha raggiunto otto finali con la connazionale Garbiñe Muguruza e una con Sara Errani. In questa specialità vanta tre titoli, tutti di categoria Premier, vinti in coppia con Muguruza. La finale più prestigiosa disputata è quella alle WTA Finals nel 2015, insieme alle due perse in patria nel Mutua Madrid Open nel 2014 e nel 2015. Per quanto riguarda i piazzamenti in classifica, si è spinta fino alla sesta posizione in singolare il 29 febbraio 2016. In doppio, invece, si è fermata all'undicesima posizione del ranking il 27 aprile 2015.
È stata una delle pochissime interpreti del rovescio ad una mano nel circuito femminile. Dopo aver combattuto e sconfitto il linfoma di Hodgkin nel 2020, ha disputato la sua ultima stagione nel circuito l'anno successivo.

## Vita personale
È allenata da Xavier Budo e Marc Casabo al Pro-Ab Team Tennis Academy a Barcellona. Il padre si chiama José Luís e gioca a pallamano, la madre Lali era una ginnasta ed ora è un'insegnante; ha un fratello di nome José Suárez Navarro. Ha iniziato a giocare a tennis all'età di nove anni, lavorando con la Federazione Spagnola dal 2005, per poi trasferirsi dalle Isole Canarie a Barcellona nel 2007 per allenarsi alla Pro-Ab Team Tennis Academy. La superficie su cui si esprime meglio è la terra rossa e il suo colpo preferito è il rovescio incrociato.
Nel settembre 2020 annuncia che le è stato diagnosticato il Linfoma di Hodgkin. Nell'aprile 2021 è ufficialmente guarita.

## Carriera
Carla Suárez Navarro, che ha dimostrato di avere buone doti tennistiche fin dai tornei junior, ha iniziato a giocare nei tornei professionistici del circuito WTA nel 2008 dopo alcuni anni di partecipazione all'interno del circuito ITF.

### 2008: esordio, quarti di finale al Roland Garros e Top 50

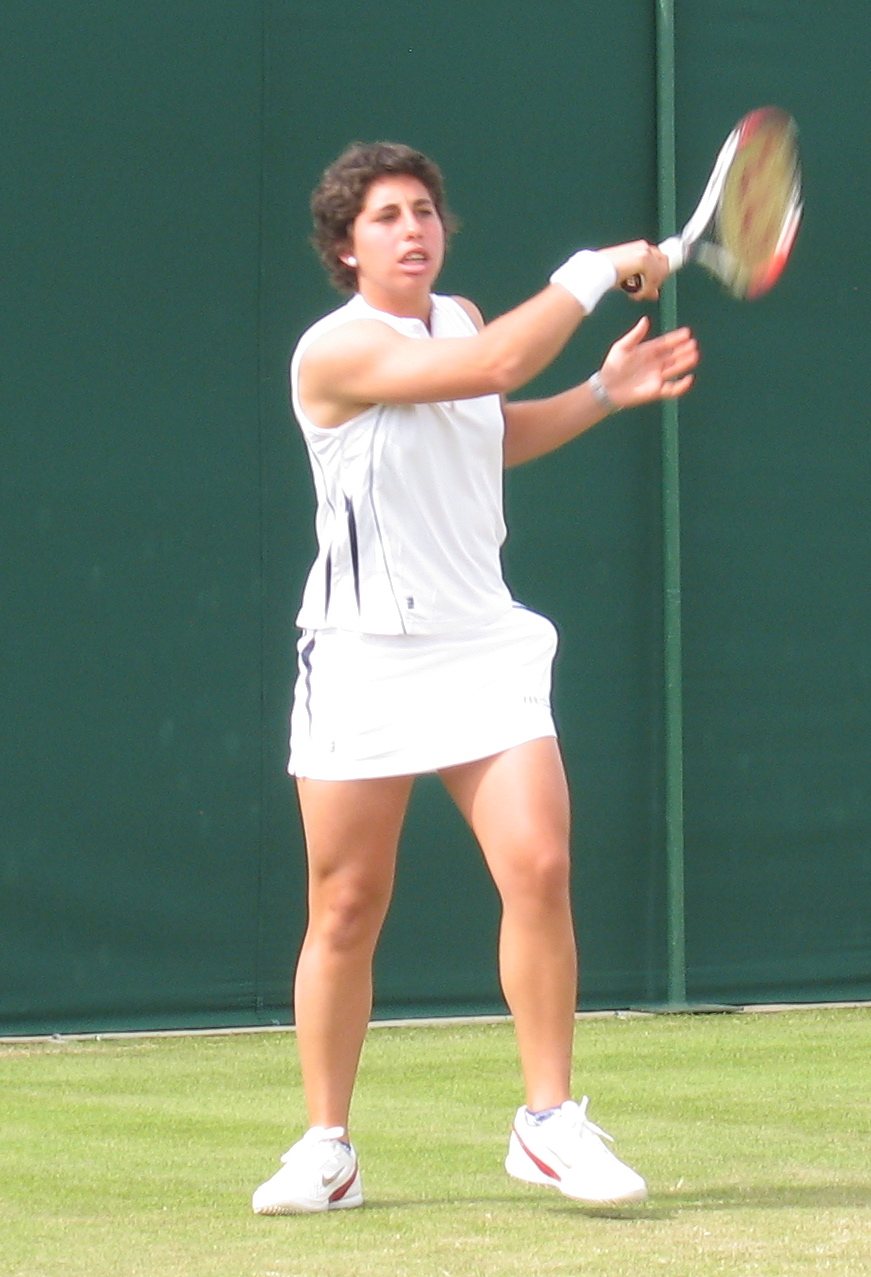
Carla Suárez Navarro nel 2008

Prende parte alle qualificazioni degli Australian Open, dove si impone agevolmente su Rika Fujiwara per 6-2 6-4, prima di venire nettamente sconfitta da Marta Domachowska. Successivamente, si fa notare nel torneo Copa Colsanitas, in quanto si spinge fino alla semifinale. Durante il torneo si impone, partendo dalle qualificazioni, su: Melissa Torres Sandoval per 6-4 6-1; Marta Domachowska per 6-1 6-2, María José Martínez Sánchez per 6-1 7–6(5); Bethanie Mattek-Sands per 7-5 6-2; Edina Gallovits, testa di serie numero sette, per 6-4 6-3 e Catalina Castaño per 7–6(2) 6-4. Tuttavia, viene poi rimontata da María Emilia Salerni con il punteggio di 6-3 6(3)–7 3-6. Disputa le qualificazioni per torneo Estoril Open, ma senza successo, sconfitta in rimonta nell'ultimo turno dall'italiana Corinna Dentoni.
Mostra a pieno le sue doti tennistiche al Roland Garros. Infatti, partendo dalle qualificazioni, disputa i suoi primi quarti di finale Slam, dove sarà costretta a cedere alla numero tre del mondo, Jelena Janković. Durante il torneo si sbarazza in ordine di: Monique Adamczak con un doppio 6-3; Sophie Ferguson per 6-3 5-7 7-5; Ol'ga Pučkova per 6-2 6-0; Pauline Parmentier per 6-4 5-7 6-2; Amélie Mauresmo, testa di serie numero ventidue, per 6-3 6-4; Casey Dellacqua per 6-3 6-3 e Flavia Pennetta, numero trenta del ranking, per 6-3 6-2. A fine torneo, guadagna 281 punti, issandosi alla 49ª posizione della classifica, un salto di ottantatré posti.
In seguito, nel torneo di Barcellona si impone su Alicia Molik per 6-2 6-4, per poi perdere contro Marija Kirilenko in tre sets. Inaugura la stagione sull'erba a Wimbledon, dove dopo una promettente vittoria su Galina Voskoboeva, viene nuovamente estromessa da Janković. Successivamente, a Palermo raggiunge i quarti di finale, ritirandosi contro la giocatrice di casa Sara Errani sul punteggio di 1-4. Esce di scena al primo turno nel torneo sloveno contro Klára Koukalová. Non ha fortuna alle Olimpiadi, poiché cede alla favorita Peng Shuai. Il periodo negativo continua agli US Open, a seguito della sconfitta contro Alisa Klejbanova. Subisce un'altra sconfitta da parte di Koukalová in Korea. Nell'ultimo torneo della stagione, la Kremlin Cup, viene nettamente superata da Anna Lapuščenkova nel primo turno di qualificazione.

### 2009: quarti di finale agli Australian Open, prima finale WTA e Top 30
Apre la stagione ad Auckland superando Nathalie Dechy per 6-4 6-0, prima di venire sorpresa da Anne Keothavong. A Hobart, in seguito alla vittoria su Anna Čakvetadze (n° 18 WTA) per 7–6(5) 1-6 7-5, viene fermata da Anastasija Pavljučenkova in due sets. Nonostante ciò, raggiunge il suo secondo quarto di finale Slam in carriera a Melbourne, dove verrà sconfitta da Elena Dement'eva (n° 4 WTA). Nel corso del torneo si impone su: Roberta Vinci per 7-5 6-4; Venus Williams (n° 6 WTA, sua prima vittoria su una tennista Top 10), per 2-6 6-3 7-5; María José Martínez Sánchez per 6-1 6-4 e Anabel Medina Garrigues (n° 23 WTA) per 6-3 6-2. Questo risultato, le consente di entrare tra le prime quaranta tenniste del mondo.

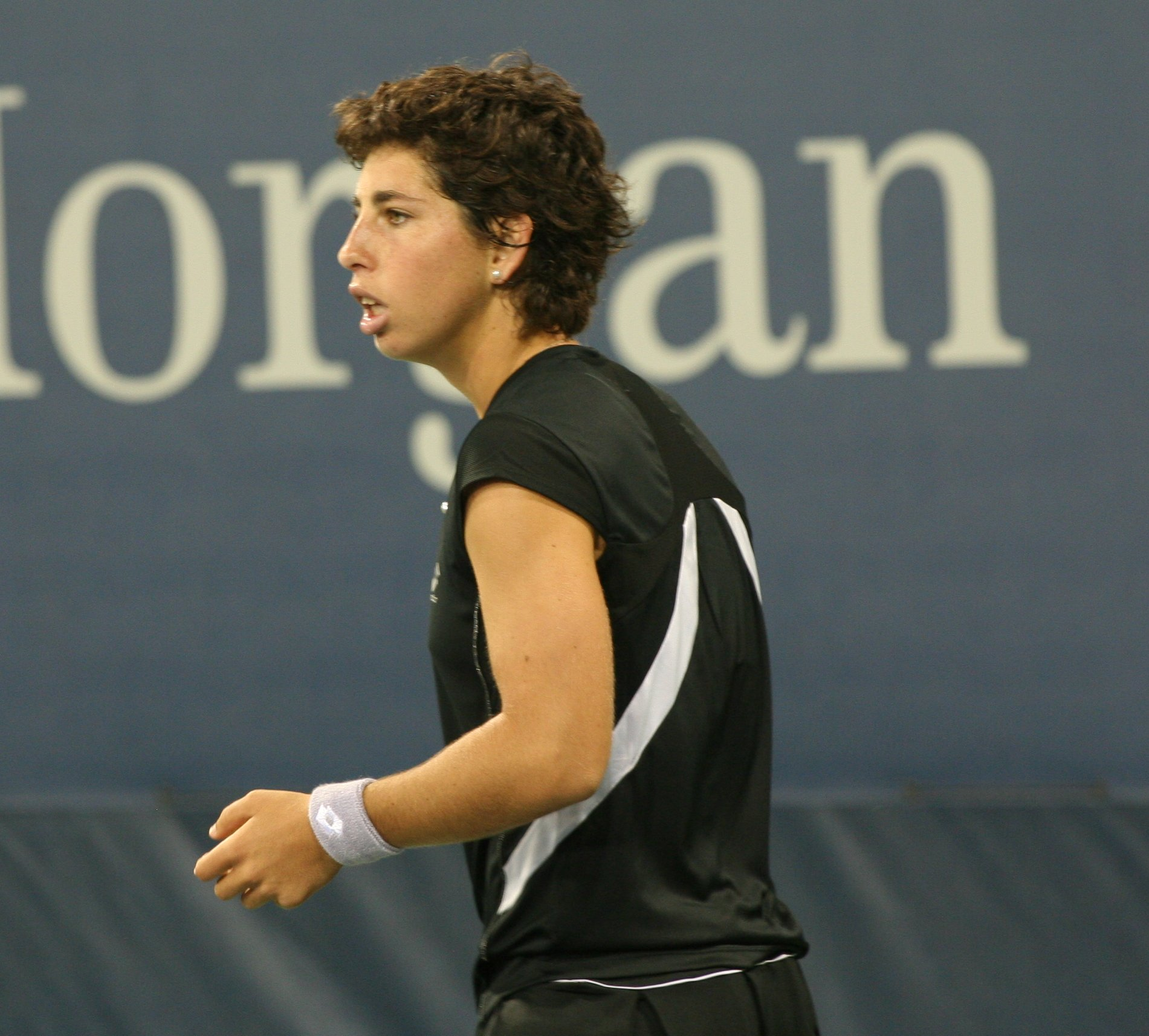
Carla Suárez Navarro nel 2009

Nel torneo di Bogota estromette Johanna Larsson per 7–6(4) 6-4, per poi ritirarsi contro Betina Jozami sotto di 0-4. Nemmeno ad Acapulco va oltre il secondo turno, sconfitta da Barbora Strýcová. Ottiene un primo turno a Indian Wells (perso contro Alexa Glatch) e un secondo turno a Miami (perso contro Dement'eva). Si riprende a Marbella, in quanto raggiunge la sua prima finale WTA. Nella corsa al titolo elimina: Maret Ani per 7-5 7-5; Ekaterina Lopes per 0-6 6-3 6-0; Klára Koukalová per 6-1 6-2 e Sorana Cîrstea per 6-2 6(5)–7 6-2, per poi venire sconfitta di nuovo da Jankovic nell'ultimo atto. Ciò le consente di issarsi alla 27ª posizione della classifica.
Procede bene a Barcellona, dove viene fermata in semifinale da Kirilenko. A Stoccarda è opposta alla n° 8 WTA, Viktoryja Azaranka, contro la quale perde all'esordio in due sets. Non fa meglio a Roma, dove cede alla n° 10 WTA, Nadia Petrova, nel secondo turno. Delude a Madrid, sconfitta subito da Li Na. Successivamente, si presenta a Parigi con i quarti di finale da difendere, ma non va oltre il terzo turno, sconfitta nuovamente da Azaranka.
Uscita dalla Top 30, viene eliminata all'esordio ad Eastbourne da Zheng Jie, mentre a WImbledon subisce la vendetta di Venus Williams nel terzo turno.
Raggiunge i quarti di finale in Svezia e in Repubblica Ceca, dopo viene sconfitta in rimonta da María José Martínez Sánchez e da Timea Bacsinszky. A Bad Gastein, Cincinnati e Toronto esce di scena all'esordio per mano di Tatjana Maria, Aleksandra Wozniak e Agnieszka Radwańska. Supera il primo turno agli US Open imponendosi su Varvara Lepchenko, per poi subire una netta sconfitta da Shahar Peer. Colleziona due sconfitte al primo turno a Tokyo contro Pavljučenkova e a Pechino contro Daniela Hantuchová. Disputa i quarti di finale a Linz, dove perde contro Petra Kvitová. Il suo ultimo torneo della stagione è in Lussemburgo, dove viene nuovamente sconfitta da Peer nel secondo turno.

### 2010: seconda finale WTA in carriera
Nel 2010 non colleziona molti successi. Difatti, raggiunge un secondo turno ad Auckland (sconfitta da Flavia Pennetta, n° 12 WTA, per 2-6 2-6); quarti di finale a Hobart (sconfitta da Shahar Peer per 6-4 6(4)–7 5-7); terzo turno agli Australian Open (sconfitta da Serena Williams, n° 1 WTA, per 0-6 3-6); primo turno a Bogota (sconfitta da Kristina Antoniychuk per 1-6 4-6); semifinale ad Acapulco (sconfitta da Polona Hercog per 3-6 5-7) e quarto turno a Indian Wells (sconfitta da Alisa Klejbanova, n° 27 WTA, per 6-2 6(2)–7 4-6), imponendosi sulla n° 3 WTA Svetlana Kuznecova.
L'11 aprile 2010 torna a disputare la finale del torneo di Marbella, ma anche in questa occasione esce sconfitta in tre set, per mano dell'italiana Flavia Pennetta. Nella corsa al titolo si sbarazza di: Roberta Vinci per 6-4 6-0; Polona Hercog per 6-4 7–6(2); Tatjana Maria per 4-6 6-1 6-2 e María José Martínez Sánchez per 2-6 6-3 6-2.
Raggiunge i quarti di finale a Barcellona, prima di perdere contro Francesca Schiavone, n° 17 WTA. Disputa il torneo in Marocco, ma è costretta a ritirarsi nel secondo turno contro Anne Keothavong. A Parigi delude le aspettative, poiché viene eliminata da Vol'ha Havarcova al primo turno. Scende in campo tre mesi più tardi agli US Open, ma non ha fortuna, poiché esce di scena all'esordio da Chang Kai-chen. Torna a disputare le qualificazioni nel torneo di Pechino, ma non va oltre il secondo turno, sconfitta dalla n° 260 WTA Lu Jingjing. A Linz si impone su Arantxa Parra Santonja con un doppio 6-2, per poi essere fermata da Daniela Hantuchová. Chiude la stagione a Lussemburgo, dove cede a Julia Görges nel secondo turno.

### 2011: infortunio e crollo oltre la Top 100
Apre la stagione ad Auckland imponendosi su Romina Oprandi, per poi venire sconfitta da Heather Watson. A Hobart non va oltre il primo turno, fermata da Alberta Brianti. Agli Australian Open viene sconfitta al secondo turno da Kim Clijsters, numero tre del mondo. Nel torneo di GDF Suez viene estromessa all'esordio da Bethanie Mattek-Sands. In Colombia raggiunge la prima semifinale dopo dieci mesi, grazie alle vittorie su: Maša Zec Peškirič per 6-3 6-2, Patricia Mayr-Achleitner per 1-6 6-4 6-2 e Han Xinyun per 6-4 6-3, prima di perdere contro Mathilde Johansson per 2-6 6-2 0-6. Si spinge fino ai quarti di finale ad Acapulco, sconfitta da Anabel Medina Garrigues. Successivamente, scende fino alla 123ª posizione a causa di uno stop durato fino a giugno, costringendola a non disputare il Roland Garros.

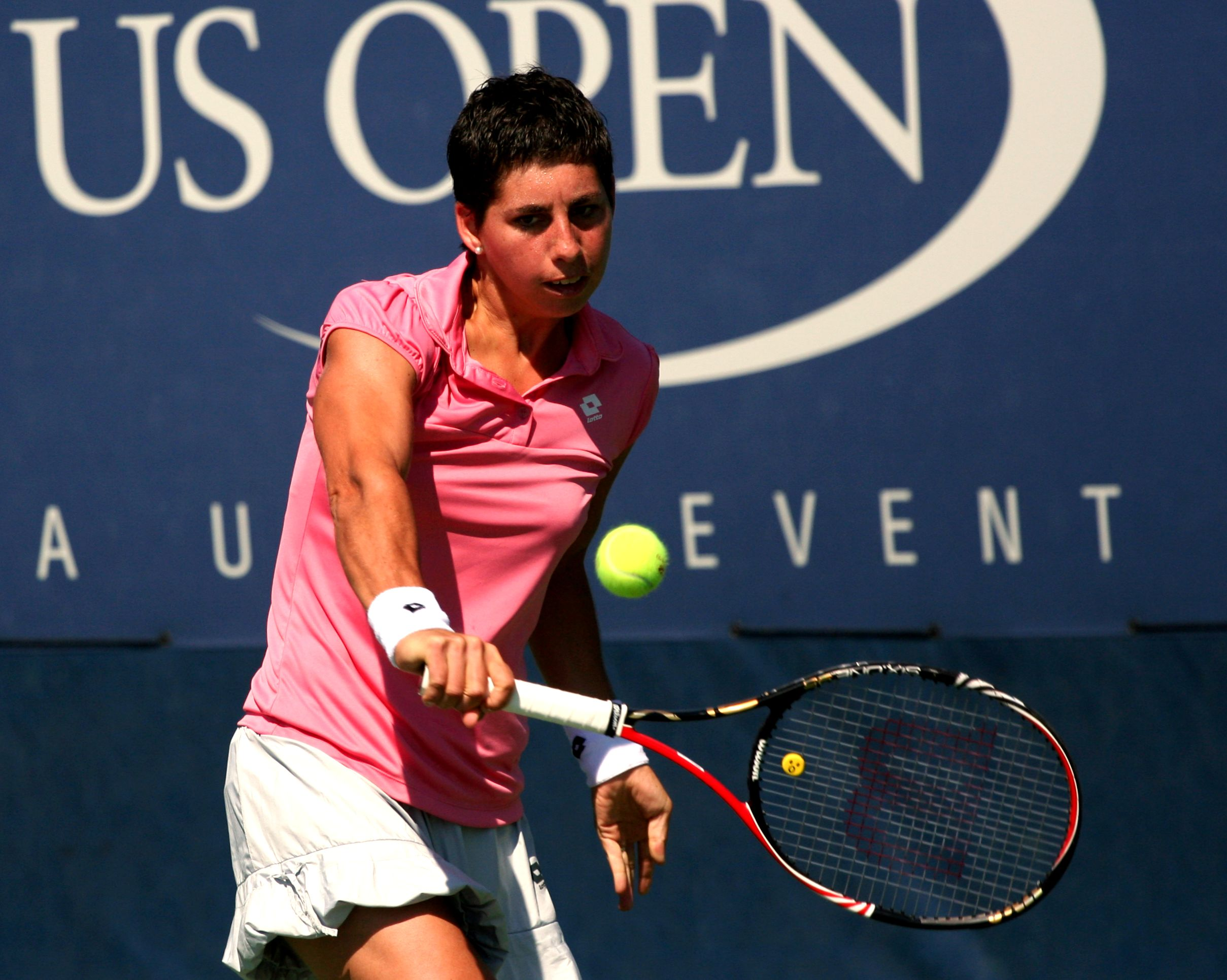
Carla Suárez Navarro nel 2011

Si presenta alle qualificazioni di Wimbledon dove, dopo una sofferta vittoria contro Stefanie Vögele (6(4)–7 7–6(2) 6-2), viene sconfitta da Ekaterina Lopes. In seguito, a Bad Gastein supera sia Barbora Strýcová e Arantxa Parra Santonja, prima di perdere contro Kateryna Bondarenko nei quarti di finale. Grazie a tale traguardo, ritorna nella Top 100, precisamente al posto n° 89.
Prende parte alle qualificazioni di Cincinnati e New Haven, ma ha fortuna solo nel secondo citato. Qui, supera Kristina Barrois, Edina Gallovits, Petra Cetkovská e Iveta Benešová, venendo sconfitta nel secondo turno del tabellone principale da Christina McHale. Ritorna alla vittoria agli US Open contro Mathilde Johansson per 6-2 4-6 7-5, Simona Halep per 3-6 6-2 6-2 e Sílvia Soler Espinosa per 6-0 6-4, prima di venire fermata da Andrea Petković (n° 11 WTA) negli ottavi di finale.
Nell'ultima parte della stagione disputa i torneo di Korea (secondo turno perso contro Hercog), Pechino (secondo turno perso contro Petkovic), Linz (perso nelle qualificazioni) e Lussemburgo (perso all'esordio contro Kirilenko). Nonostante i risultati poco soddisfacenti, ritorna in Top 50.

### 2012: ritorno in una finale WTA
Non supera il primo turno a Brisbane e a Hobart, estromessa da Jelena Janković e Anabel Medina Garrigues. Ci riesce, invece, agli Australian Open, ma viene poi sconfitta dalla n° 2 WTA Petra Kvitová. A Doha perde all'esordio contro Ana Ivanović (n° 19 WTA). A Indian Wells si impone su Cvetana Pironkova, ma viene sconfitta da Flavia Pennetta, mentre a Miami subisce la vendetta di Simona Halep al primo turno. Ritorna in una semifinale WTA a Barcellona, eliminando: Annalisa Bona per 6-3 6-1, Petra Cetkovská per 6-2 6-4 e Simona Halep per 6-4 6-1; tuttavia, viene fermata da Sara Errani. Non si qualifica a Stoccarda.
Il 5 maggio 2012 perde la finale del torneo di Estoril contro l'estone Kaia Kanepi con il punteggio di 6-3 6(6)–7 4-6. Nel corso del torneo si sbarazza in due sets di: Vol'ha Havarcova, Polona Hercog (la quale si ritira nel secondo parziale), Sílvia Soler Espinosa e Karin Knapp.
Nel torneo di Madrid si vendica su Jankovic, ma perde contro Lucie Šafářová nel secondo turno. Non si qualifica a Roma, mentre nello Slam parigino raggiunge il terzo turno, fermata da Jaroslava Švedova (n° 142 WTA). A Bad Gastein esce di scena al secondo turno per mano di Mandy Minella. Sull'erba non colleziona vittoria: viene sconfitta ad Eastbourne da Stéphanie Dubois e a WImbledon da Samantha Stosur (n° 5 WTA). A Palermo viene sorpresa nei quarti di finale da Laura Robson, mentre a Bastad da Lesja Curenko all'esordio.
Alle Olimpiadi di Londra si rifà sulla Stosur estromettendola in rimonta per 3-6 7-5 10-8; per poi perdere contro Clijsters.
A Montreal si impone su María José Martínez Sánchez per 1-6 6-3 6-4 e su Sabine Lisicki (n° 19 WTA) per 3-6 6-3 6-4, ma viene fermata nel terzo turno da Tamira Paszek. Successivamente, a Cincinnati non può fare niente contro Anastasija Pavljučenkova (n° 23 WTA). Nel torneo di New Haven e a New York viene fermata da Errani (n° 10 WTA) e da Agnieszka Radwańska (n° 2 WTA) nel secondo turno.
In seguito, colleziona sconfitte al primo turno a Tokyo (contro Simona Halep), al secondo turno a Linz (contro Bethanie Mattek-Sands) e all'esordio a Lussemburgo (contro Magdaléna Rybáriková). Tuttavia, sorprende a Pechino raggiungendo i quarti di finale in un Premier Mandatory. Qui estromette: Timea Bacsinszky per 6-4 6-1; Petra Kvitová (n° 5 WTA) per 6-3 6-2 e Jelena Janković per 7-5 6-4; viene poi sconfitta da Marion Bartoli (n° 10 WTA) per 0-6 6-2 4-6.

### 2013: quarti di finale agli US Open, due finali WTA stagionali e Top 20; quarti di finale a Melbourne in doppio
Nei primi due tornei del 2013, Brisbane e Hobart, esce di scena all'esordio contro Petra Kvitová (3-6 4-6) e Vol'ha Havarcova (2-6 1-6). Successivamente, agli Australian Open ritorna a vincere contro una Top 10, in questo caso contro Sara Errani e con il punteggio di 6-4 6-4; supera in rimonta Julija Putinceva per 1-6 7–6(5) 6-2, prima di cedere al terzo set contro Svetlana Kuznecova. In doppio, invece, trova il primo successo degno di nota proprio a Melbourne: raggiunge i primi quarti di finale in coppia con Sílvia Soler Espinosa, dove vengono sconfitte dalla coppia russa formata da Ekaterina Makarova ed Elena Vesnina, con lo score di 6-1 5-7 4-6. 

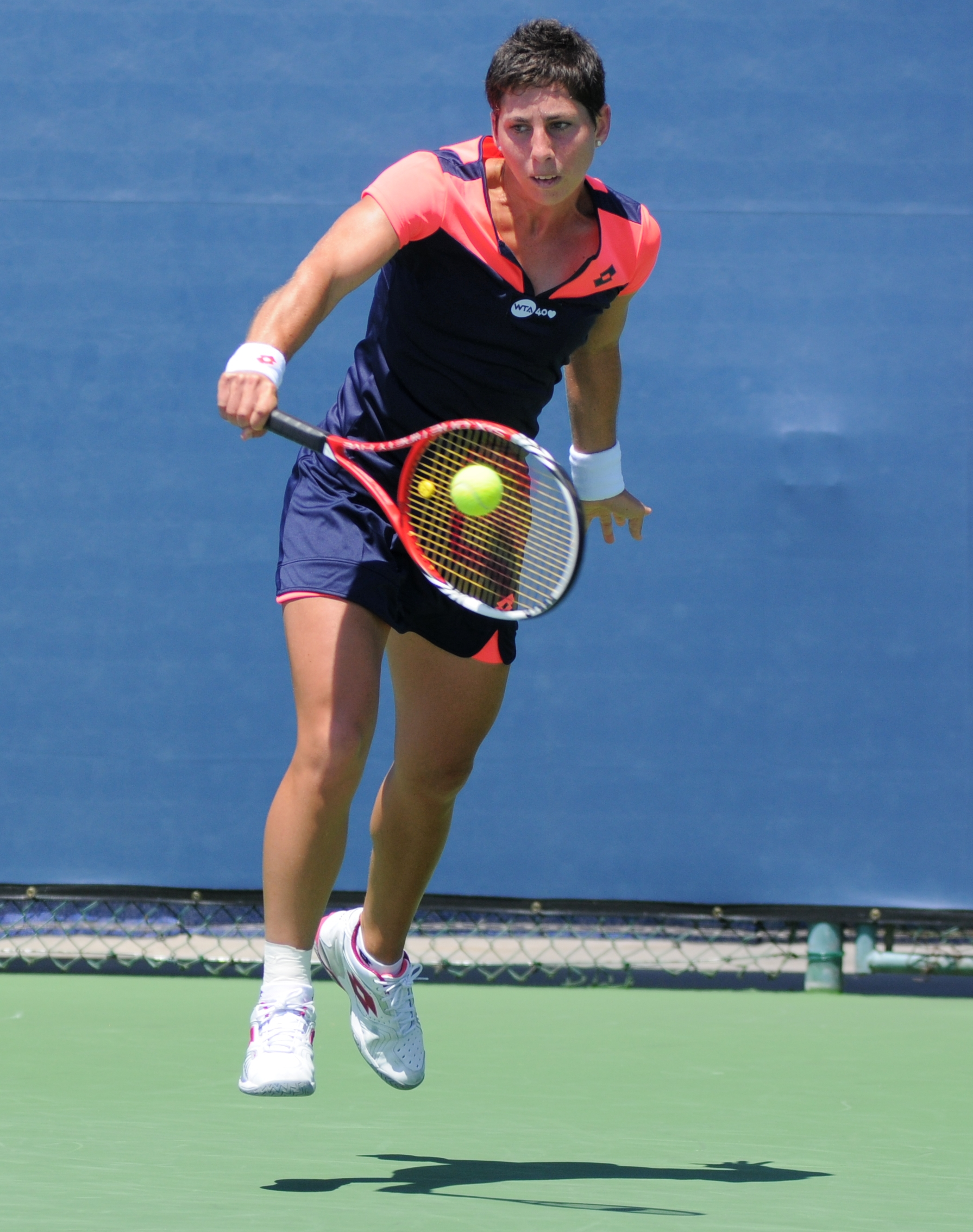
Carla Suárez Navarro nel 2013, mentre esegue il suo celebre rovescio a una mano

Nel torneo Premier di Parigi, il GDF Suez, supera in due parziali Monica Niculescu e Klára Koukalová, prima di subire la vendetta di Sara Errani perdendo un match molto lottato (5-7 6-4 5-7). A Doha e Dubai non va oltre il primo turno, in quanto viene fermata da Ekaterina Makarova e Nadia Petrova, la quale le lascia solo un game. Il 3 marzo 2013 viene battuta in finale al torneo di Acapulco dall'italiana Sara Errani con un netto score di 0-6 4-6. Nel corso del torneo si era imposta su Mathilde Johansson per 6-1 6-0, Stéphanie Foretz per 6-1 6-2, Francesca Schiavone per 6(5)–7 6-4 6-2 e Sílvia Soler Espinosa per 6-2 6-1. Successivamente, dopo un'altra vittoria contro Soler Espinosa per 6-1 6-1, viene sconfitta da Marija Šarapova (n° 3 WTA) per 5-7 3-6. Non fa meglio a Miami, dove perde contro Roberta Vinci per 7-5 4-6 4-6, dopo che è stata protagonista del braccio di ferro vinto per 5-7 7-5 7–6(3) ai danni di Jamie Hampton. Delude a Charleston, dove non va oltre il primo turno sconfitta da Stefanie Vögele per 2-6 4-6. Il trend negativo continua a Stoccarda; qui supera la Top 10 Caroline Wozniacki, prima di cedere a Jaroslava Švedova. Tornata il 4 maggio in finale all'Estoril, si lascia ancora una volta sfuggire il primo titolo, stavolta per mano di Anastasija Pavljučenkova, che si impone per 5-7 2-6. Durante il torneo non incontra teste di serie, sbarazzandosi di: Marina Eraković per 6-3 6-0, Yanina Wickmayer per 6-4 6-3, Mónica Puig per 6-2 6-4 e Kaia Kanepi per 6-4 6-1. Nel torneo di Madrid non brilla, raggiungendo il secondo turno cedendo a Kaia Kanepi, dove aver estromesso la Top 10 Samantha Stosur. In coppia con Soler Espinosa, invece, raggiunge la prima semifinale in un Premier Mandatory, dove verranno annichilite dalla coppia formata da Cara Black e Marina Eraković. Tuttavia, a Roma si spinge fino ai quarti di finale con le vittorie su: Nadia Petrova (n° 11 WTA) per 3-6 6-2 7–6(1), Romina Oprandi per 6-4 6-2 e Lourdes Domínguez Lino per 6-2 6-3; viene fermata dalla numero uno del mondo Serena Williams, la quale le lascia due games. Successivamente, al Roland Garros si impone in rimonta su Simona Halep (3-6 6-2 6-2) e su Shelby Rogers (3-6 6-4 6-4), mentre si sbarazza di Monica Puig (6-4 7-5); nonostante ciò, viene rimontata a sua volta da Sara Errani con il punteggio di 7-5 4-6 3-6.
Raggiunge la semifinale a s-Hertogenbosch, fermata da Simona Halep per 3-6 2-6. A Wimbledon trionfa su Lourdes Domínguez Lino, Mirjana Lučić-Baroni ed Eugenie Bouchard, prima di venire sconfitta dalla futura campionessa Petra Kvitová.
Sul cemento americano, incontra nel secondo turno Virginie Razzano contro la quale perde a sorpresa per 1-6 4-6. Non fa meglio nemmeno a Toronto, dove cede in rimonta a Samantha Stosur (6-1 2-6 3-6). In seguito, non brilla a Cincinnati (sconfitta all'esordio da Marina Erakovic) e a New Haven, dove dopo la vittoria contro Roberta Vinci, viene sconfitta da Simona Halep. In quest'ultimo torneo, si spinge fino alla semifinale insieme alla connazionale Soler Espinosa, vengono fermate da Sania Mirza e Zheng Jie. Tuttavia, si rifà agli US Open, raggiungendo i quarti di finale sconfitta con un doppio bagel da Serena Williams: primo doppio 6-0 della stagione; si era imposta tra le altre sulla Top 10 Angelique Kerber per 4-6 6-3 7–6(3).
Si presenta a Tokyo, uscendo di scena all'esordio contro Madison Keys, mentre a Pechino viene fermata da Jelena Janković con un doppio 6-0: il secondo stagionale. Tornata in Europa, vola a Linz dove accede alla semifinale senza perdere un set contro Kristýna Plíšková, Elina Svitolina e Kirsten Flipkens; prima di venire annichilita da Angelique Kerber. Conclude il 2013 a Mosca senza superare il secondo turno, fermata a sorpresa da Alisa Klejbanova (n° 254 WTA) per 6(2)–7 4-6.

### 2014: primo titolo in carriera; primo titolo Premier in doppio e quarti di finale al Roland Garros
Apre la stagione a Brisbane, dove sconfigge facilmente Hsieh Su-wei per 6-2 6-1, prima di perdere con un doppio 2-6 contro Kaia Kanepi. Nel torneo di Sydney si impone con difficoltà su Paula Ormaechea (3-6 7–6(5) 6-2) e su Ekaterina Makarova (7–6(4) 6-3), per poi cedere ad Angelique Kerber. Agli Australian Open non fa meglio, poiché, superate Vania King (6-3 6-2) e Galina Voskoboeva (7–6(2) 3-6 8-6), viene clamorosamente sconfitta da Dominika Cibulková per 1-6 0-6. 

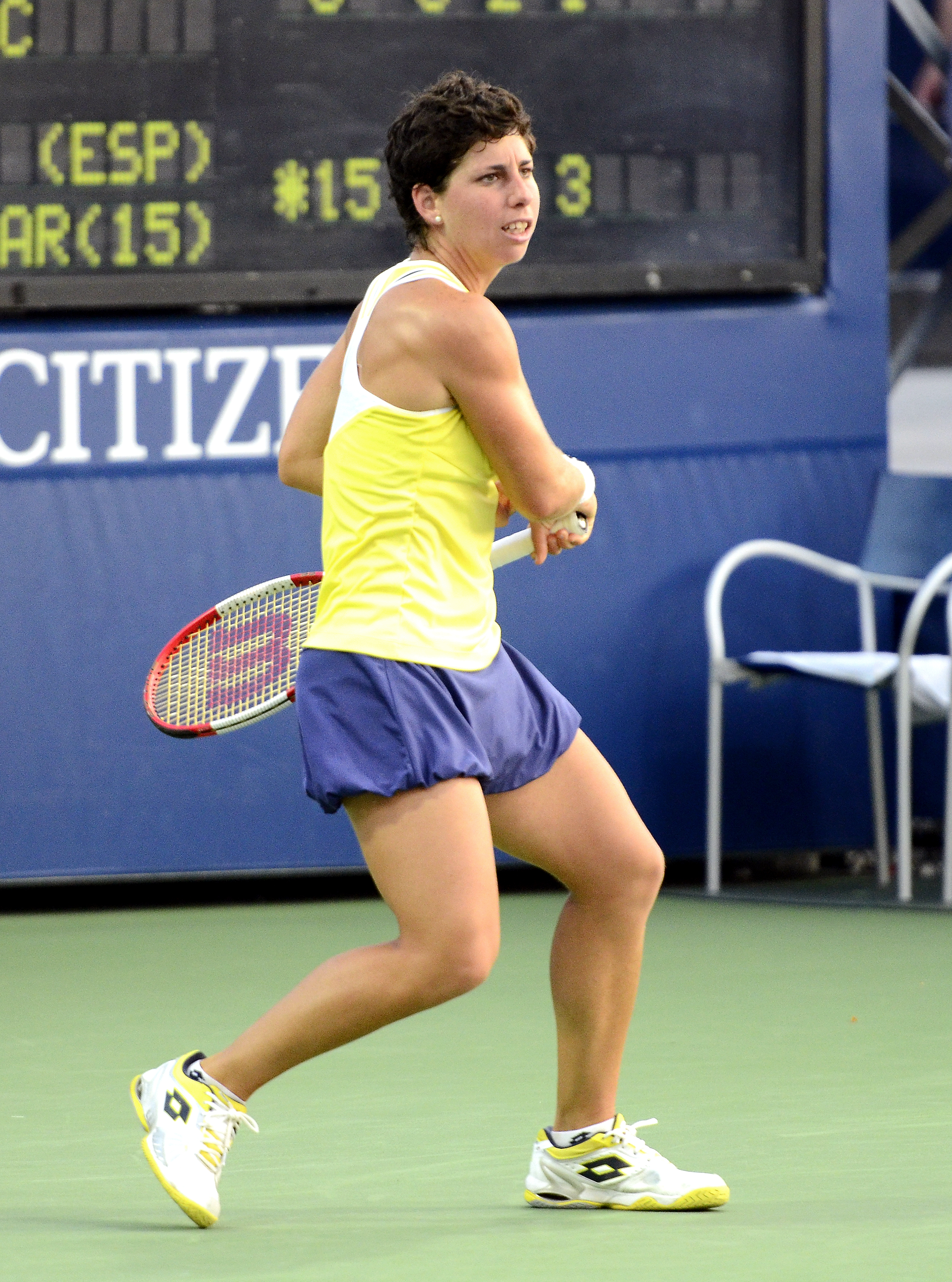
Carla Suárez Navarro nel 2014

Nel torneo Premier di Parigi, viene fermata nel secondo turno da Anastasija Pavljučenkova per 2-6 6-3 3-6, dopo essersi imposta su Johanna Larsson in due parziali. A Dubai si vendica su Nadia Petrova, ormai crollata oltre la Top 100, e di Petra Kvitová (n° 6 WTA) per 1-6 6-4 7–6(4); prima di venire superata da Alizé Cornet. Grazie alle vittorie su Tímea Babos, Kiki Bertens, Monica Niculescu, raggiunge la semifinale a Florianopolis; qui affronta Klára Koukalová, che la estromette in tre sets. Nei tornei di Indian Wells e Miami, raccoglie un secondo turno (perso contro Alizé Cornet per 7–6(4) 5-7 3-6) e un terzo turno (perso contro Li Na, numero due del mondo, per 0-6 2-6). Tuttavia, trova la solidità nella specialità del doppio grazie alla compagna Garbiñe Muguruza. Infatti, raggiungono i quarti di finale a Miami, fermate nel tiebreak del terzo set da Raquel Kops-Jones e da Abigail Spears. Successivamente, nel torneo di Katowice, viene fermata in semifinale da Camila Giorgi; mentre esce di scena nei quarti di finale a Stoccarda contro Sara Errani a causa del proprio ritiro. Il 3 maggio, alla terza finale consecutiva, si impone al Portugal Open, vincendo così il primo titolo da professionista, sconfiggendo in finale la russa Svetlana Kuznecova per 6-3 4-6 6-3. Nella corsa al titolo si sbarazza, senza perde alcun set, di: Alla Kudrjavceva per 6-1 6-2, Barbora Strýcová per 6-0 6-0, Polona Hercog per 6-1 6-3 e Irina-Camelia Begu per 7–6(3) 6-1. Partecipa al Mutua Madrid Open, dove cede nuovamente a Serena Williams, stavolta con il punteggio di 2-6 3-6. Sorprende a Roma, dove raggiunge i quarti di finale, grazie anche al ritiro senza scendere in campo di Simona Halep (n° 5 WTA); tuttavia, viene sconfitta da Ana Ivanović (n° 13 WTA) per 4-6 6-3 4-6. In coppia con Muguruza, invece, raggiunge la prima finale in carriera in doppio: verranno sconfitte dalle italiane Sara Errani e Roberta Vinci. Si spinge fino ai quarti di finale al Roland Garros, a distanza di sei anni dall'ultima volta. Nello Slam parigino estromette Julija Bejhel'zymer per 7-5 7-5, Timea Bacsinszky per 7-5 1-6 6-4, Taylor Townsend per 6-2 6-2 ed Ajla Tomljanović per 6-3 6-3; prima di venire sconfitta in un match combattuto da Eugenie Bouchard, perso per 6(4)–7 6-2 5-7. Fa meglio nel doppio, dove insieme a Muguruza si fa largo fino alla semifinale; ma verranno fermate da Hsieh Su-wei e Peng Shuai, con il punteggio di 2-6 7-5 2-6.
Nella stagione sull'erba colleziona due vittorie su quattro partite disputate. Infatti, viene sconfitta nel secondo turno sia a s-Hertogenbosh da Zheng Jie, contro la quale si ritira, e a Wimbledon da Zarina Dijas.
Non fa meglio a Bad Gastein, dove cede malamente a Shelby Rogers. Sul suolo americano, rimedia una sconfitta all'esordio a Stanford per mano di Mónica Puig, mentre viene fermata in rimonta solo nei quarti di finale a Montreal da Venus Williams, dopo essersi imposta sulla sua bestia nera Marija Šarapova (n° 6 WTA). Nonostante la sconfitta all'esordio a Stanford, conquista il suo primo titolo in doppio, grazie alla vittoria nell'ultimo atto sulla coppia formata da Paula Kania e da Kateřina Siniaková, con lo score di 6-2 4-6 [10-5]. In seguito, raggiunge il terzo turno sia a Cincinnati (perde contro Elina Svitolina per 6-4 4-6 4-6) che a New York (perde contro Kaia Kanepi per 5-7 0-6).
Ritorna in campo a Tokyo, dove supera Kurumi Nara per 6-1 2-6 6-2 e Dar'ja Gavrilova per 7–6(5) 6-3, per poi cedere nei quarti di finale contro Caroline Wozniacki (n° 9 WTA). Raggiunge, invece, la terza finale stagionale insieme a Muguruza, dove vengono sconfitte da Cara Black e Sania Mirza, che hanno la meglio per 2-6 5-7. Contro la Wozniacki perderà ancora una volta a Wuhan, stavolta dandole del filo da torcere (1-6 6-3 6(4)–7). In seguito, subisce la vendetta di Marija Sharapova a Pechino nel terzo turno, dopo aver eliminato Flavia Pennetta. In doppio viene sconfitta ancora una volta da Black e Mirza nei quarti di finale.
Grazie all'ottima stagione disputata e alla conquista del primo titolo in carriera di categoria International, prende parte al torneo di Sofia. Inserita nel gruppo con Cvetana Pironkova, Dominika Cibulková ed Andrea Petković, ottiene due vittorie su tre matchs giocati. Difatti, la spagnola trionfa su Pironkova per 7–6(2) 6-1 e su Petkovic per 6-0 6-4, mentre perde contro Cibulkova per 5-7 4-6. Nonostante ciò, riesce a qualificarsi per la semifinale e a passare il gruppo; qui incontra nuovamente Flavia Pennetta ma stavolta senza successo, poiché perde per 4-6 2-6.

### 2015: prima finale in un Premier Mandatory e Top 10; due titoli e finale alle WTA Finals in doppio
La stagione 2015 si apre con le vittorie in rimonta su Cvetana Pironkova e su Mirjana Lučić-Baroni, prima di perdere nettamente contro Marija Šarapova (n° 2 WTA). A Sydney raggiunge il secondo quarto di finale della stagione, dopo la vittoria su Ekaterina Makarova (n° 10 WTA), venendo sconfitta dall'astro nascente Karolína Plíšková per 6-4 4-6 0-6. Tuttavia, dopo un ottimo avvio di stagione, perde al primo turno a Melbourne contro la numero centoquattro del mondo, Carina Witthöft.
Il 15 febbraio 2015 arriva in finale nel nuovo torneo Premier di Anversa ma, a causa di problemi fisici, è costretta al ritiro contro Andrea Petković (n° 12 WTA) senza scendere neanche in campo. Grazie a questo risultato migliora comunque la sua classifica posizionandosi al tredicesimo posto del ranking WTA. Nel corso del torneo estromette: Camila Giorgi per 1-6 6-2 6-4, Monica Niculescu per 4-6 6-0 6-2, Francesca Schiavone per 6-3 6-2 e Karolína Plíšková (n° 22 WTA) per 6-2 6-2.
A Dubai si impone nuovamente su Camila Giorgi e su Petra Kvitová (n ° 3 WTA) per 6-3 4-6 6-3, per poi cedere in rimonta alla futura stella del tennis Garbiñe Muguruza nei quarti di finale. In coppia con quest'ultima, senza perdere alcun parziale, raggiunge la prima finale nel 2015, cedendo contro la coppia Tímea Babos/Kristina Mladenovic, con il punteggio di 3-6 2-6. Fa meglio nell'ancora più prestigioso torneo di Doha, dove si spinge fino alla semifinale. Qui approfitta del ritiro di Muguruza, si impone con difficoltà sulle ceche Plíšková e Kvitová, per poi perdere contro Lucie Šafářová. L'ottimo periodo continua negli USA. Infatti raggiunge la i quarti di finale a Indian Wells con le vittorie su: Mónica Puig per 6-1 6-1, Anastasija Pavljučenkova per 7–6(4) 6(5)–7 6-0 e Heather Watson per 7–6(5) 3-6 6-1, venendo sconfitta da Simona Halep (n° 3 WTA) per 7-5 1-6 1-6.
Sorprende tutti a Miami, dove in seguito ai trionfi su: Stefanie Vögele per 6-3 6-1, Alizé Cornet per 6-0 6-4, Agnieszka Radwańska (n° 8 WTA) per 5-7 6-0 6-4, Venus Williams per 0-6 6-1 7-5 ed Andrea Petković (n ° 10 WTA) per 6-3 6-3, sfida Serena Williams (n ° 1 WTA) per il titolo. Tuttavia, la finale è a senso unico e la statunitense le lascia solamente due games. A fine torneo, la spagnola entra per la prima volta in Top 10.
A Stoccarda e Madrid raggiunge i quarti di finale, dove perde ancora una volta contro Caroline Wozniacki (n ° 5 WTA) e Serena Williams. In quest'ultimo torneo, si era imposta tra le altre su Ana Ivanović, ex numero uno del mondo. In Spagna, però, si spinge fino alla finale, la seconda dell'anno; qui verranno sconfitte in tre combattuti sets da Casey Dellacqua e Jaroslava Švedova (3-6 7–6(4) [5-10]).
Continua a brillare a Roma infilando cinque vittorie consecutive, che le valgono l'accesso alla finale. Supera tre Top 10: Eugenie Bouchard per 6(2)–7 7-5 7–6(7), Petra Kvitová per 6-3 6-2 e Simona Halep per 2-6 6-3 7-5, ma non può fare nulla contro Marija Šarapova nell'ultimo atto, che ha la meglio per 6-4 5-7 1-6. A fine torneo sale all'ottava posizione della classifica.

Nello Slam parigino viene sconfitta da Flavia Pennetta (3-6 4-6) nel terzo turno, dopo che si è sbarazzata agilmente di Monica Niculescu e aver usufruito del ritiro di Virginie Razzano a inizio secondo set. 

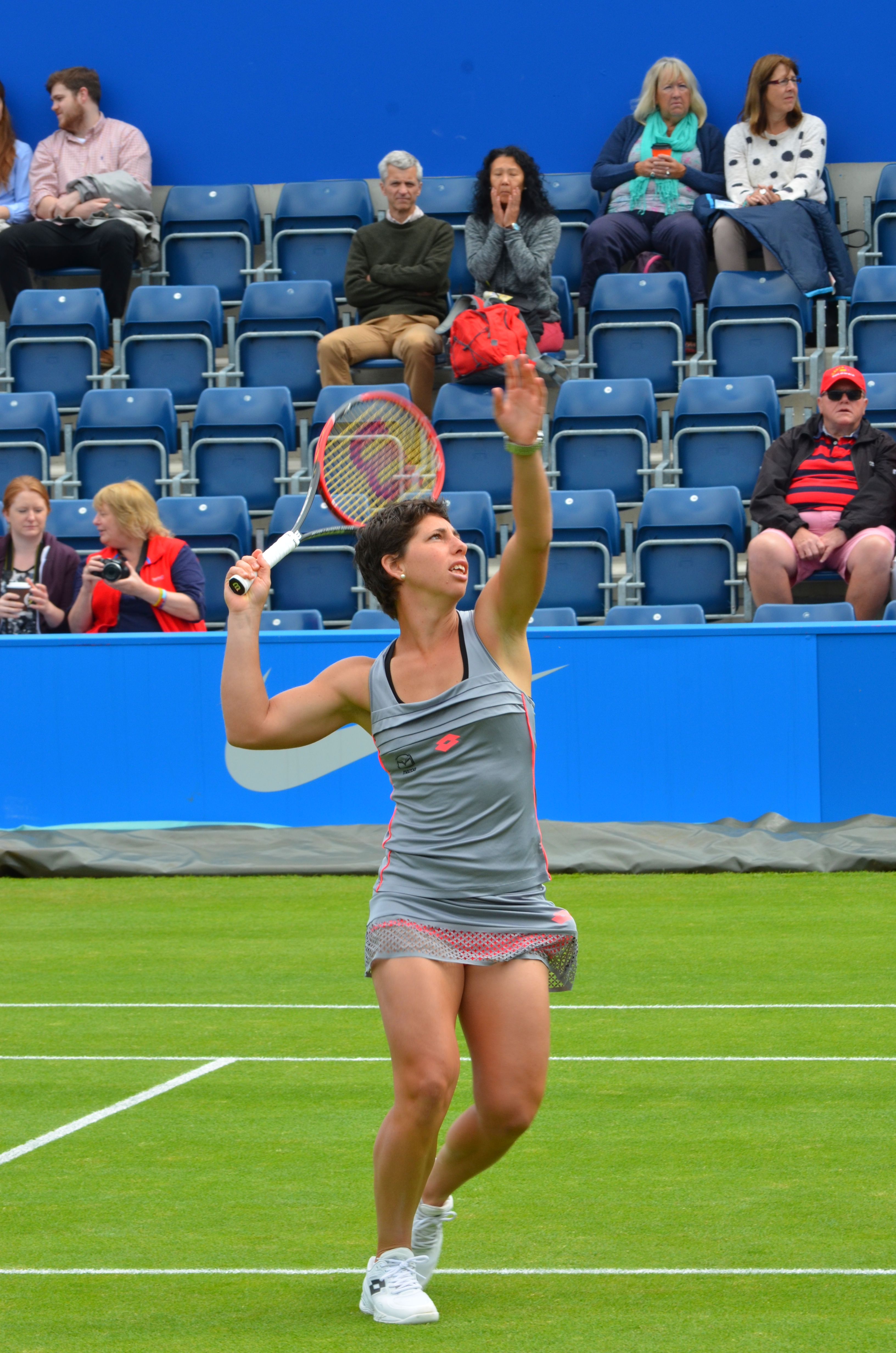
Carla Suárez Navarro nel 2015

Apre la stagione sull'erba con la partecipazione a Birmingham, perdendo contro Karolína Plíšková nei quarti di finale. Si aggiudica il primo titolo sull'erba proprio qui; infatti, riescono a sconfiggere le ceche Andrea Sestini Hlaváčková e Lucie Hradecká con un doppio 6-4. Ad Eastbourne non va oltre il primo turno, per mano di Sloane Stephens, mentre a Wimbledon si fa sorprendere dalla n ° 147 WTA Jeļena Ostapenko.
Seguono le sconfitte all'esordio anche a Stanford, dove cede ad Alison Riske; a Cincinnati, dove perde contro Denisa Satralova, a Tokyo, dove ha la meglio Kateryna Bondarenko. In Giappone, si aggiudica il secondo titolo del 2015 in doppio, estromettendo nell'ultimo atto le sorelle Chan Hao-ching e Latisha Chan. Ritorna alla vittoria nel Toray Pan Pacific Open, per poi perdere contro Dominika Cibulková. Non fa meglio a Wuhan, dove cede nel secondo turno a Venus Williams; mentre in doppio si ritira nei quarti di finale, senza scendere in campo. Scesa alla dodicesima posizione della classifica, raggiunge il terzo turno a Pechino, estromessa da Timea Bacsinszky. Invece, a Mosca viene sorpresa nei quarti di finale da Dar'ja Kasatkina, tennista n° 104 del mondo.
Sfumata l'occasione di disputare il Master femminile di fine anno, destinato alle migliori otto del circuito, prende parte al torneo secondario: il WTA Elite Trophy a Zhuhai. Non va oltre il girone a causa della sconfitta contro Elina Svitolina per 7–6(4) 1-6 3-6, nonostante la vittoria nettissima su Andrea Petković con un doppio bagel.
In doppio, grazie ai ritiri delle coppie formate da Casey Dellacqua e Jaroslava Švedova e dalle russe Ekaterina Makarova ed Elena Vesnina, parte al Master di finale a Singapore. Insieme a Muguruza, è inserita nel gruppo bianco con le coppie Bethanie Mattek-Sands/Lucie Šafářová (contro le quali perderanno per 3-6 6(1)–7), Chan Hao-ching/Latisha Chan (le spagnole vinceranno per 7-5 6-4) e Caroline Garcia/Katarina Srebotnik (eliminandole per 7-5 6-2). Con due vittorie e una sconfitta, accedono alle semifinali, dove estromettono le ceche Andrea Sestini Hlaváčková e Lucie Hradecká, con il punteggio di 7–6(6) 6-0. Raggiungono così la finale, opposte alle numero uno del mondo: Martina Hingis e Sania Mirza; la finale è a senso unico e le spagnole vengono nettamente sconfitte per 0-6 3-6.

### 2016: quarti di finale agli Australian Open, primo titolo Premier 5 ebest ranking
Apre la stagione, come ogni anno, a Brisbane. Qui estromette con facilità Ajla Tomljanović con un perentorio 6-1 6-2, mentre concede un set a Samantha Stosur (6-1 6(3)–7 6-4) e Varvara Lepchenko (4-6 6-4 7-5). Giunta in semifinale, viene sconfitta da Angelique Kerber, numero dieci del mondo. Non brilla a Sydney, poiché esce di scena già al primo turno contro Sara Errani. Prende parte agli Australian Open come decima testa di serie, raggiungendo i secondi quarti di finale a Melbourne a distanza di sette anni. Nel suo cammino non incontra tenniste classificate nella Top 30, ciò nonostante si sbarazza con qualche difficoltà di Viktorija Golubic per 7-5 6-4 e di Maria Sakkarī per 6(5)–7 6-2 6-2; nel terzo turno usufruisce del ritiro di Elizaveta Kuličkova sul punteggio di 6-4 2-0 in favore della spagnola. Nel quarto turno affronta Dar'ja Gavrilova, che le infligge un pesantissimo bagel nel primo set, per poi riprendersi nei restanti due con lo score finale di 0-6 6-3 6-2. Si ripresenta così nei quarti di finale, ma nulla può fare contro Agnieszka Radwańska, numero quattro del mondo.

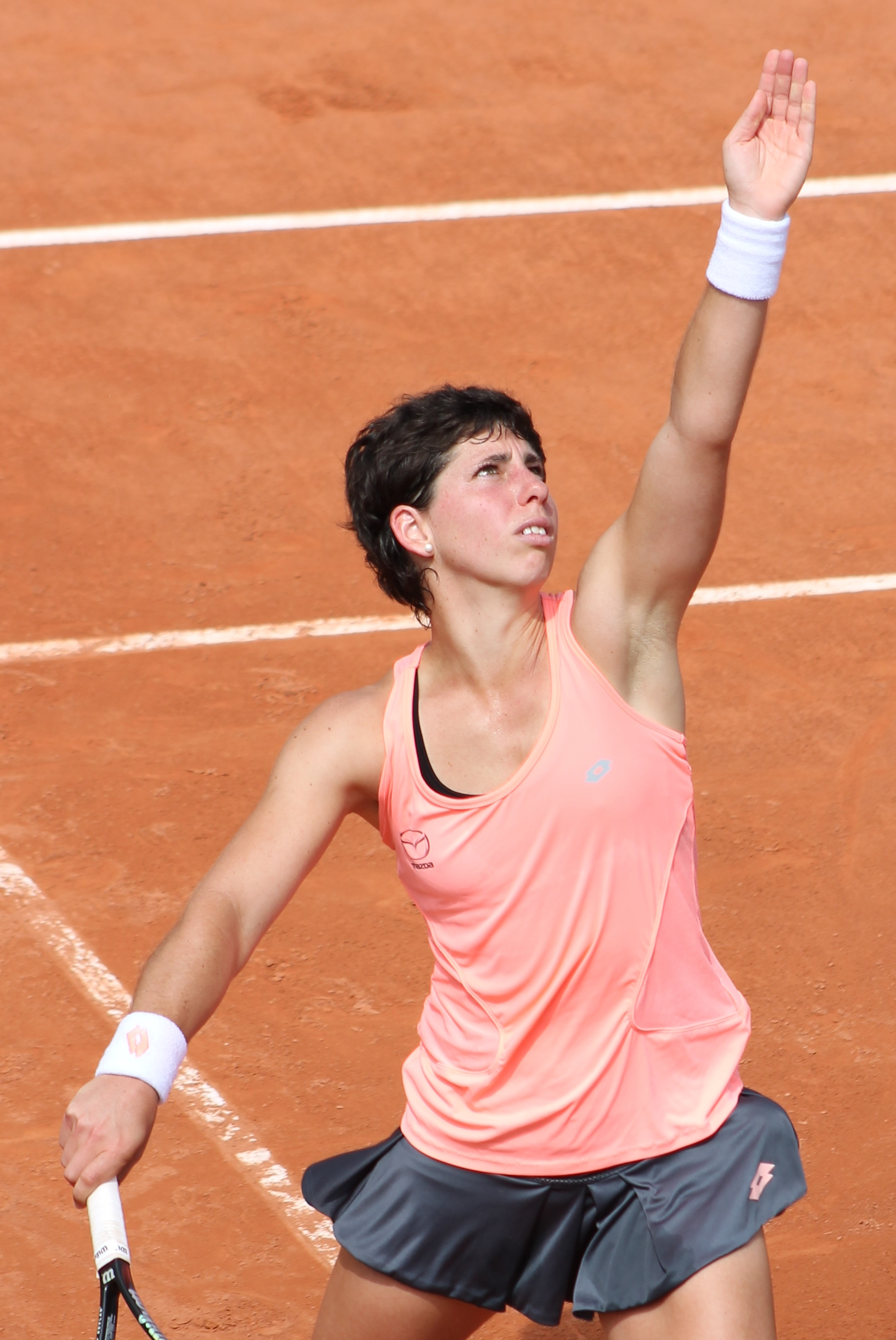
Carla Suárez Navarro nel 2016

Prende parte ai tornei di Dubai e Doha. Nel primo non brilla, poiché subisce la rimonta da parte di Caroline Garcia al primo turno; scende in campo in doppio con Sara Errani, venendo sconfitta in un braccio di ferro in semifinale dalla coppia formata da Chuang Chia-jung e Darija Jurak (7-5 6(5)–7 [7-10]). Tuttavia, sorprende tutti in Qatar, dove raggiunge la seconda finale in un Premier 5. Nella corsa al titolo si impone in due sets su: Donna Vekić per 7–6(5) 6-4; Timea Bacsinszky, numero quindici del mondo, per 6-2 6-2; Elena Vesnina per 6-3 7–6(3) e si vendica finalmente su Agnieszka Radwańska, numero tre della classifica, per 6-2 6-0. Affronta Jeļena Ostapenko, la sorpresa del torneo e n° 88 WTA, nell'ultimo atto, rimontandola con il punteggio di 1-6 6-4 6-4. In seguito a tale trionfo, raggiunge la sesta posizione del ranking, ad oggi suo miglior piazzamento. Continuano i successi anche nel doppio, poiché raggiunge la prima finale della stagione in doppio, perdendo facilmente contro sorelle Chan Hao-ching/Latisha Chan.
Si presenta direttamente a Miami, ma viene sorpresa da Coco Vandeweghe all'esordio. Nel torneo di Stoccarda si sbarazza di Océane Dodin per 6-3 6-0 e di Anna-Lena Friedsam per 6-2 6-2, prima di cedere nei quarti di finale alla giocatrice di casa Angelique Kerber. Di conseguenza, scende all'undicesima posizione. A Madrid, dopo essersi imposta su Tímea Babos (3-6 6-2 6-3) e su Sabine Lisicki (6-3 6-2), subisce la rimonta di Samantha Stosur nel terzo turno. Disputa gli Internazionali d'Italia come finalista uscente. ma non va oltre il secondo turno, fermata in rimonta da Timea Bacsinszky (7-5 5-7 2-6). Al Roland Garros si impone su: Kateřina Siniaková per 6-2 4-6 6-2, Qiang Wang per 6-1 6-3 e su Dominika Cibulková per 6-4 3-6 6-1; per poi venire sorpresa da Julija Putinceva con un doppio 5-7.
Apre la stagione sull'erba con le vittorie contro: Elina Svitolina (n° 18 WTA) per 7-5 4-6 7-5; Andrea Petković per 4-6 7–6(5) 7–6(5) e Angelique Kerber (n ° 4 WTA) per 6-4 1-6 7-5. Tuttavia, viene poi sconfitta in semifinale da Madison Keys (n° 16 WTA), con il punteggio di 6-3 3-6 6(3)–7. Ad Eastbourne, invece, non va oltre l'esordio, eliminata da Misaki Doi. Nello Slam londinese disputa gli ottavi di finale, imponendosi su Shuai Zhang, Denisa Satralova e Marina Eraković; prima di cedere contro la Top 10 Venus Williams.
Successivamente, esce di scena già al primo turno a Montreal, sconfitta da Kristína Kučová. Rappresenta la Spagna alle Olimpiadi di Londra, dove rimonta Ana Ivanović (2-6 6-1 6-2) e si impone su Ana Konjuh (7–6(5) 6-3), prima perdere nuovamente contro Madison Keys. Ritorna in coppia con Garbiñe Muguruza, ma vengono fermate nei quarti di finale dalle russe Ekaterina Makarova ed Elena Vesnina. In seguito, a Cincinnati usufruisce del ritiro di Alizé Cornet a inizio del secondo parziale ed estromette la Top 10 Roberta Vinci per 6-1 7-5, per poi perdere al terzo set contro Angelique Kerber. Nell'ultimo Slam della stagione infligge un doppio bagel a Teliana Pereira, mentre vince agilmente contro Jelena Janković per 6-1 6-4 e contro Elena Vesnina (n° 20 WTA) per 6-4 6-3; viene poi sconfitta da Simona Halep per 2-6 5-7.
La parte finale della stagione non è costellata di particolari successi. Infatti, a Tokyo viene sconfitta da Caroline Wozniacki al primo turno per 6(4)–7 6-4 4-6; a Wuhan cede a Johanna Konta (n° 13 WTA) per 5-7 6(6)–7; a Pechino e a Mosca esce di scena all'esordio contro Jaroslava Švedova per 1-6 3-6 e contro Dar'ja Gavrilova, complice anche un ritiro della spagnola a metà secondo set. Spicca una semifinale disputata a Linz, grazie alle vittorie su tenniste fuori dalla Top 100, come Mona Barthel (6-4 6-2), Sara Sorribes Tormo (6-4 6-1) e Denisa Satralova (6-4 4-6 6-2); viene poi fermata da Dominika Cibulková, numero dieci del mondo, in due semplici parziali.

### 2017: perdita dello stato-forma
Nel 2017 non ottiene particolari successi, se non nei tornei di categoria inferiore.
Inizia la stagione agli Australian Open eliminando con facilità Jana Čepelová, per poi perdere contro Sorana Cîrstea (n° 78 WTA), che ha la meglio con lo score di 6(1)–7 3-6.

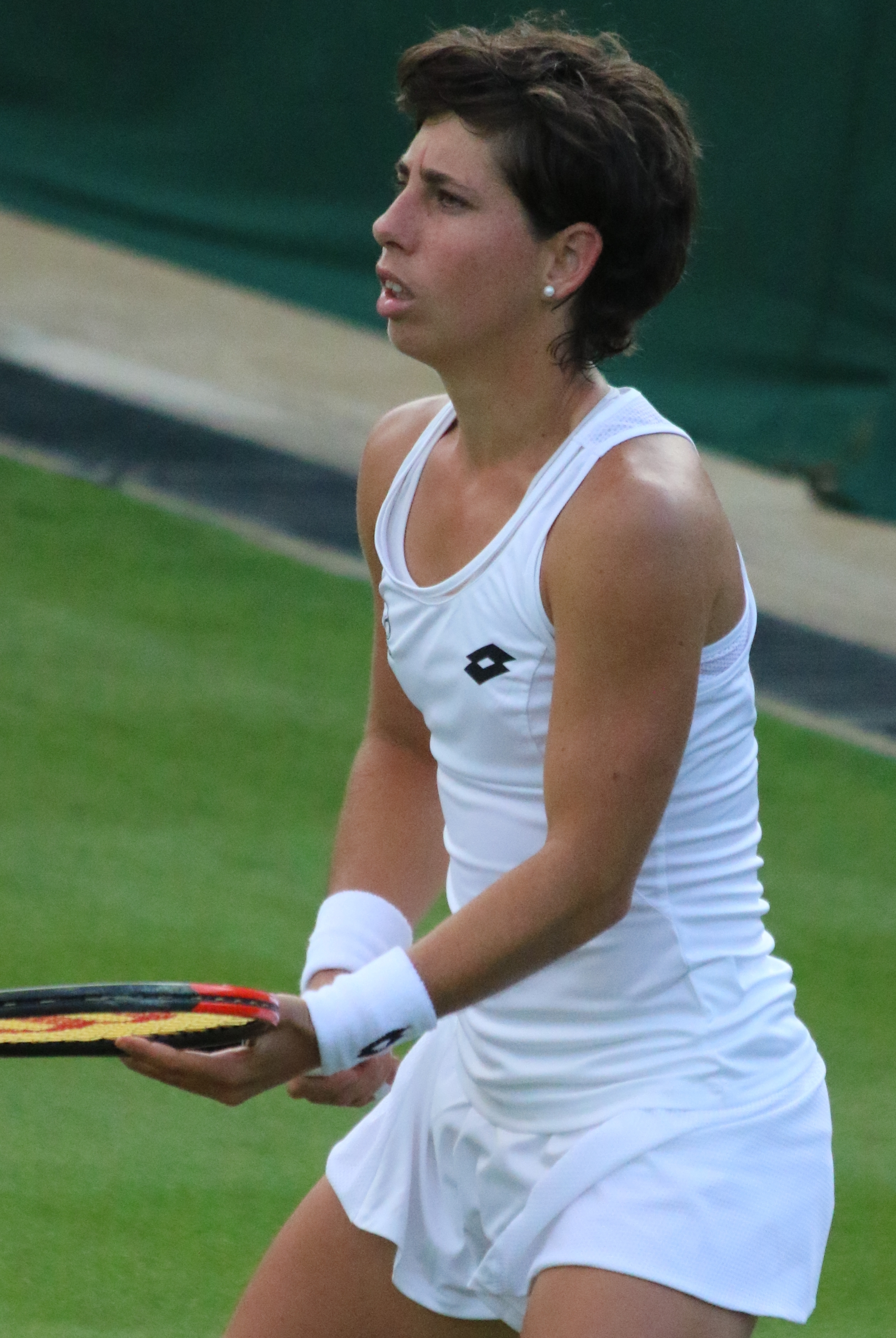
Carla Suárez Navarro nel 2017

Successivamente, crollata dalla 12ª posizione alla 25ª in classifica, si presenta a Kuala Lumpur, non andando oltre l'esordio (sconfitta da Miyu Katō, numero duecentouno del mondo). Disputa i tornei del Sunshine Double, rimediando due sconfitte al primo turno contro Kateřina Siniaková e Julia Görges. Torna alla vittoria a Monterrey, grazie ai trionfi su Alison Van Uytvanck per 6-2 6-4, Sara Sorribes Tormo per 6-2 6-0 e Alizé Cornet per 6-1 6-1; tuttavia, viene sconfitta in semifinale da Angelique Kerber, numero uno del mondo, con il punteggio di 6(6)–7 1-6. A Bienne, invece cede nel secondo turno a Camila Giorgi, numero novantotto del ranking, per 6-2 6(5)–7 2-6. Si spinge fino ai quarti di finale nel Premier di Stoccarda, in seguito alla vittoria su Elena Vesnina (n° 14 WTA), ma viene estromessa da Kristina Mladenovic. Successivamente, raggiunge il terzo turno a Madrid, imponendosi su Caroline Wozniacki (n° 11 WTA), dove viene fermata da Coco Vandeweghe. Agli Internazionali d'Italia non va oltre il primo turno per mano di Lauren Davis. In Francia ottiene particolari successi. Difatti, a Strasburgo si impone su Naomi Ōsaka, futura stella del tennis, per 6-3 6-2 e su Christina McHale per 6-4 6-1; perdendo poi contro Samantha Stosur. Nello Slam di Parigi si sbarazza di Maria Sakkarī per 6-4 6-2, Sorana Cîrstea per 7-5 6-4 ed Elena Vesnina (n° 15 WTA) per 6-4 6-4; affronta negli ottavi di finale Simona Halep, futura finalista, la quale le lascia appena due games.
Vola in Spagna, venendo sconfitta all'esordio da Catherine Bellis a Maiorca.
Inaugura la stagione sull'erba con la vittoria contro Ekaterina Makarova per 6-3 6-1, prima di cedere alla campionessa Slam di Parigi Jeļena Ostapenko (n° 14 WTA) per 3-6 6-0 4-6. Non fa meglio a Wimbledon, dove cede a Peng Shuai, dopo aver eliminato la finalista del 2014 Eugenie Bouchard. Per quanto riguarda la classifica, esce fuori dalla Top 30.
Raggiunge la semifinale a Bucarest con le nette vittorie su Annika Beck, Elena-Gabriela Ruse e Tatjana Maria; subisce la sconfitta da parte di Irina-Camelia Begu. Successivamente, esce di scena al secondo turno a Bastad, contro Elise Mertens, e al primo a Toronto, per mano di Petra Kvitová. Disputa un terzo turno a Cincinnati, ma non può fare nulla contro Svetlana Kuznecova (n° 8 WTA). Nel torneo di New Haven viene fermata da Anastasija Pavljučenkova nel secondo turno. Invece, agli US Open si impone su İpek Soylu per 6-4 6-2, Mirjana Lučić-Baroni per 4-6 7–6(4) 6-2 ed Ekaterina Makarova per 6-1 3-6 6-3; tuttavia, viene sconfitta da Venus Williams (n° 9 WTA) con il punteggio di 3-6 6-3 1-6.
Seguono le sconfitte all'esordio nei tornei di: Tokyo, contro Dominika Cibulková (n° 9 WTA) per 3-6 3-6; Wuhan, contro Lesja Curenko per 3-6 6(12)–7; Pechino, contro Karolína Plíšková (n° 4 WTA) per 3-6 4-6.

### 2018: quarti di finale agli Australian Open e agli US Open e ritorno in una finale Premier
Continuano gli insuccessi a Brisbane, dove viene sconfitta da Elina Svitolina (n° 6 WTA) all'esordio. E' costretta a disputare le qualificazioni per il torneo di Sydney, ma senza successo. Si presenta agli Australian Open, ritornando nei quarti di finale in seguito alle vittorie contro Magdalena Fręch per 7-5 6-3, Tímea Babos per 6-4 2-6 6-2, Kaia Kanepi per 3-6 6-1 6-3 e Anett Kontaveit per 4-6 6-4 8-6. Approda così nei quarti, dove viene sconfitta dalla futura campionessa Caroline Wozniacki (n° 2 WTA), con il punteggio di 0-6 7–6(3) 2-6.
Salita alla posizione n° 29 del ranking, disputa il Qatar Total Open, ma viene nettamente estromessa da Johanna Konta nel secondo turno. Non fa meglio a Dubai, cedendo in rimonta a Karolína Plíšková (n° 5 WTA). Si spinge fino ai quarti di finale a Indian Wells, imponendosi tra le altre sulla Top 5 Elina Svitolina, ma soccombe a Venus Williams. Non brilla a Miami e a Stoccarda, venendo sorpresa da Wang Yafan e Veronika Kudermetova. Gioca un altro quarto di finale a Madrid, in patria. Qui elimina nuovamente Elina Svitolina, per poi cedere a Caroline Garcia. In Italia esce di scena all'esordio per mano della giovane Donna Vekić. Non splende a Parigi, poiché cede a Maria Sakkarī nel secondo turno.

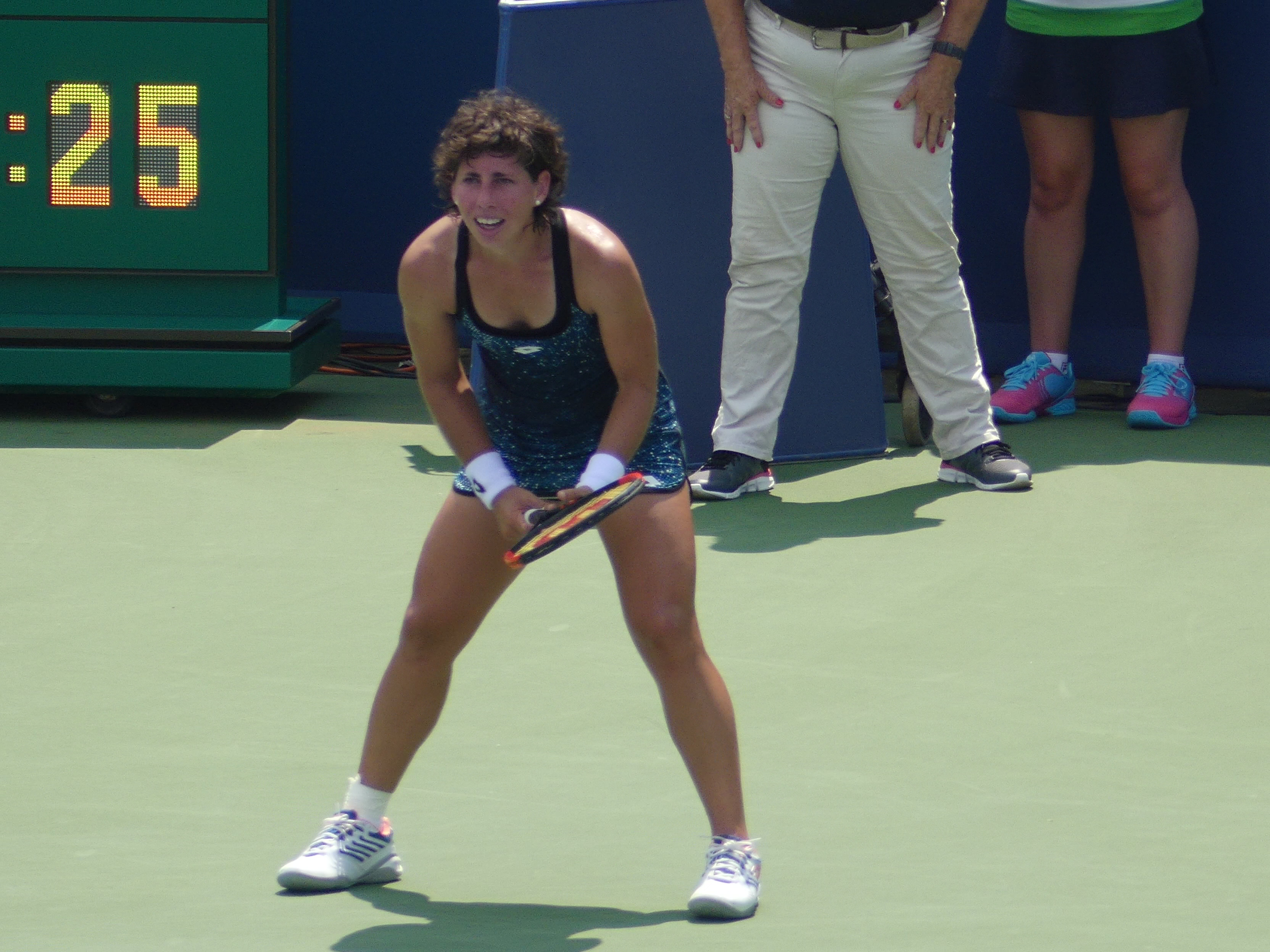
Carla Suárez Navarro nel 2018

Il trend negativo continua sull'erba, tant'è che viene eliminata al primo turno sia a Maiorca che ad Eastbourne da Lara Arruabarrena Vecino e Danielle Collins. Nello Slam londinese, invece, si impone agilmente su Carina Witthöft e su Sara Sorribes Tormo, prima di perdere contro Belinda Bencic.
Costretta alle qualificazioni a Montreal, accede al main draw, dove supera Naomi Ōsaka (n° 17 WTA) per 7-6 6-2 e Lesja Curenko, la quale si ritira nel secondo parziale; tuttavia, viene fermata dalla numero tre del mondo, Sloane Stephens. Nel torneo di Cincinnati perde in rimonta contro Viktoryja Azaranka. Il 25 agosto torna a disputare una finale di categoria Premier dopo tre anni. La sua corsa al titolo è bizzarra, in quanto si impone su Barbora Strýcová per 7–6(6) 6-4, per poi usufruire di ben tre ritiri, rispettivamenti di Johanna Konta (che non scende in campo), Petra Kvitová (dopo che la ceca ha perso il primo set) e di Mónica Puig (sul 4-4 nel primo parziale). Raggiunge così la finale avendo completato solo un match e sfida Aryna Sabalenka per il titolo; verrà sconfitta dalla bielorussa con il netto punteggio di 1-6 4-6. Fa bene anche a New York raggiungendo i quarti di finale, dove perderà contro Madison Keys. Durante lo Slam ha estromesso Nicole Gibbs per 5-7 6-3 6-4, Kristina Mladenovic per 6-1 4-6 6-4, Caroline Garcia (n° 6 WTA) per 5-7 6-4 7–6(4) e Marija Šarapova (n° 22 WTA) per 6-4 6-3.
Scende in campo a Wuhan venendo sconfitta nuovamente da Aryna Sabalenka, stavolta con il punteggio di 6(2)–7 6-2 2-6. Successivamente, nei tornei di Pechino e Lussemburgo raggiunge il secondo turno, sconfitta rispettivamente da Angelique Kerber (n° 3 WTA) per 6(4)–7 1-6 ed Eugenie Bouchard, crollata oltre la Top 100, per 1-6 0-6.

### 2019-2021

#### 2019: cinquecento vittorie e infortunio

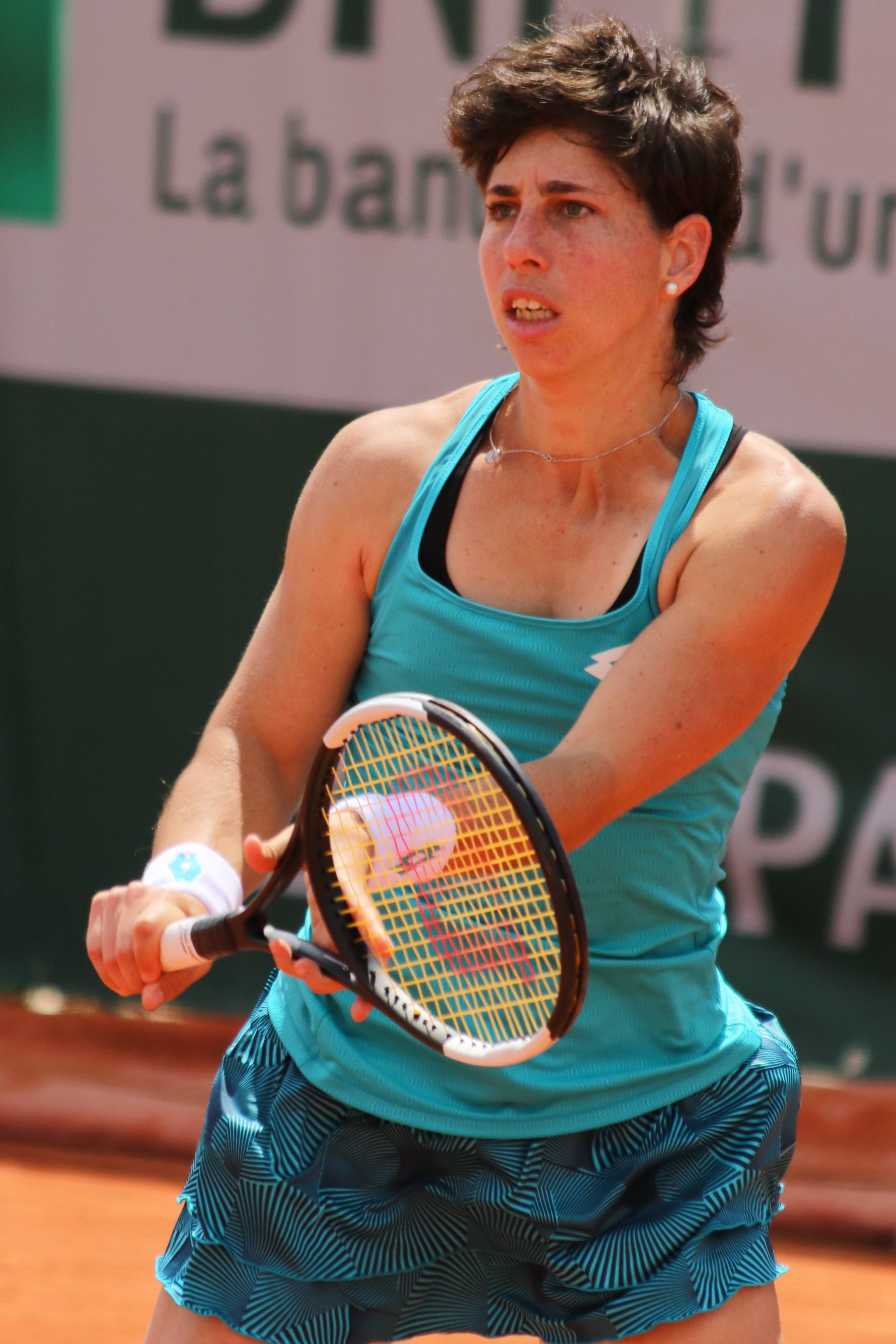
Carla Suárez Navarro nel 2019

Inizia la stagione 2019 rimediando due sconfitte nei tornei di Brisbane e Sydney: viene sconfitta al primo turno da Anett Kontaveit per 0-6 3-6 e da Garbiñe Muguruza per 3-6 4-6. Senza successi si presenta agli Australian Open, riuscendo a superare il primo turno opposta a Clara Burel per 7-5 6-2; viene fermata dalla diciassettenne Dajana Jastrems'ka, con il punteggio di 3-6 6-3 1-6.
Si presenta nel torneo di Doha ottenendo un'altra vittoria, stavolta contro Ons Jabeur per 6-3 6-1, per poi perdere contro la Top 10 Kiki Bertens per 6-2 1-6 1-6. Invece, a Dubai si sbarazza in due parziali di Barbora Strýcová, Zhang Shuai e Kristina Mladenovic; verrà poi eliminata da Elina Svitolina. A Indian Wells, Miami, Lugano e Istanbul non va oltre il primo turno, sconfitta rispettivamente da Natal'ja Vichljanceva, Venus Williams, Polona Hercog e da Lara Arruabarrena Vecino. Ritorna a vincere a Madrid contro Maria Sakkarī, non andando oltre il secondo turno fermata da Viktória Kužmová. Raggiunge il terzo turno agli Internazionali d'Italia superando Dajana Jastrems'ka per 6-4 1-6 6-3 e Alizé Cornet, la quale si ritira con la spagnola avanti per 6-3 3-0; verrà sconfitta nuovamente dalla tennista Top 5 Kiki Bertens. Nel Roland Garros, invece, si impone nuovamente su Jastrems'ka per 2-6 7–6(0) 6-0 e su Shelby Rogers per 6-1 6(4)–7 6-3, ma cede contro la futura finalista Markéta Vondroušová.
Ad Eastbourne non brilla, poiché viene estromessa da Tamara Zidanšek. A Wimbledon si sbarazza di Samantha Stosur per 6-2 7-5, Pauline Parmentier per 7–6(2) 7–6(4) e Lauren Davis per 6-3 6-3, prima di cedere alla futura finalista Serena Williams con un doppio 2-6.
Successivamente, disputa il torneo di San Jose, sconfitta nuovamente da Aryna Sabalenka, numero dieci del mondo, stavolta nei quarti di finale. A Toronto elimina Venus Williams all'esordio, venendo costretta a ritirarsi contro Anett Kontaveit. In seguito, viene eliminata all'esordio da Ekaterina Aleksandrova a Cincinnati, mentre è costretta a ritirarsi nel primo match agli US Open contro Tímea Babos, scelta per cui sarà multata per scarso impegno.
Ferma a causa dell'infortunio rimediato a New York, a inizio dicembre aveva annunciato il ritiro dal tennis professionistico alla fine della stagione 2020, salvo poi ripensarci.

#### 2020
Apre l'ultima stagione della carriera ad Auckland, rimediando una sconfitta contro Dar'ja Kasatkina per 3-6 6-3 2-6. È costretta a disputare le qualificazioni nel nuovo torneo Premier di Adelaide, ma senza successo. Successivamente, prende parte agli Australian Open dove si fa notare per la vittoria su Aryna Sabalenka, numero dodici del mondo, per 7–6(6) 7–6(6), ma viene poi sconfitta da Iga Świątek con il punteggio di 3-6 5-7.
Nel torneo di Dubai prende parte alle qualificazioni, venendo sconfitta nell'ultimo turno da Sorana Cîrstea. Di conseguenza, crolla al 70º posto della classifica mondiale. Si presenta a Doha, torneo che l'ha vista trionfare nel 2016, e supera agevolmente Shuai Zhang per 7-5 6-0, per poi cedere in rimonta contro Petra Kvitová, numero undici del mondo, con il punteggio di 6-4 3-6 0-6.
Dopo il ritiro per sottoporsi a chemioterapia per il linfoma di Hodgkin che le era stato diagnosticato a settembre, torna in campo a dicembre 2020 con l'amica Sara Errani.

#### 2021: il breve ritorno e l'addio definitivo
Torna a giocare dopo essere guarita dalla malattia all'Open di Francia, dove viene sconfitta al primo turno da Stephens. Ottiene lo stesso risultato sia a Wimbledon che agli US Open, dove esce di scena per mano di Barty (a Wimbledon) e Collins (a New York). Gioca i suoi ultimi match di singolare e di doppio alla Billie Jean King Cup nella sfida contro la Slovacchia.

## Statistiche WTA

### Singolare

#### Vittorie (2)
| Legenda               |
| --------------------- |
| Grande Slam (0)       |
| Ori Olimpici (0)      |
| WTA Finals (0)        |
| Premier Mandatory (0) |
| Premier 5 (1)         |
| Premier (0)           |
| International (1)     |

| N. | Data             | Torneo                 | Superficie  | Avversario in finale | Punteggio     |
| 1. | 3 maggio 2014    | Portugal Open, Oeiras  | Terra rossa | Svetlana Kuznecova   | 6-4, 3-6, 6-4 |
| 2. | 27 febbraio 2016 | Qatar Total Open, Doha | Cemento     | Jeļena Ostapenko     | 1-6, 6-4, 6-4 |

#### Sconfitte (9)
| Legenda               |
| --------------------- |
| Grande Slam (0)       |
| Argenti Olimpici (0)  |
| WTA Finals (0)        |
| Premier Mandatory (1) |
| Premier 5 (1)         |
| Premier (2)           |
| International (5)     |

| N. | Data             | Torneo                                    | Superficie  | Avversario in finale     | Punteggio        |
| 1. | 12 aprile 2009   | Andalucia Tennis Experience, Marbella     | Terra rossa | Jelena Janković          | 3-6, 6-3, 3-6    |
| 2. | 11 aprile 2010   | Andalucia Tennis Experience, Marbella (2) | Terra rossa | Flavia Pennetta          | 2-6, 6-4, 3-6    |
| 3. | 5 maggio 2012    | Estoril Open, Oeiras                      | Terra rossa | Kaia Kanepi              | 6-3, 6(6)-7, 4-6 |
| 4. | 3 marzo 2013     | Abierto Mexicano Telcel, Acapulco         | Terra rossa | Sara Errani              | 0-6, 4-6         |
| 5. | 4 maggio 2013    | Estoril Open, Oeiras (2)                  | Terra rossa | Anastasija Pavljučenkova | 5-7, 2-6         |
| 6. | 15 febbraio 2015 | Proximus Diamond Games, Anversa           | Cemento (i) | Andrea Petković          | w/o              |
| 7. | 4 aprile 2015    | Sony Ericsson Open, Miami                 | Cemento     | Serena Williams          | 2-6, 0-6         |
| 8. | 17 maggio 2015   | Internazionali d'Italia, Roma             | Terra rossa | Marija Šarapova          | 6-4, 5-7, 1-6    |
| 9. | 25 agosto 2018   | Connecticut Open, New Haven               | Cemento     | Aryna Sabalenka          | 1-6, 4-6         |

### Doppio

#### Vittorie (3)
| Legenda               |
| --------------------- |
| Grande Slam (0)       |
| Ori Olimpici (0)      |
| WTA Finals (0)        |
| Premier Mandatory (0) |
| Premier 5 (0)         |
| Premier (3)           |
| International (0)     |

| N. | Data              | Torneo                             | Superficie | Compagna         | Avversarie in finale             | Punteggio        |
| 1. | 3 agosto 2014     | Bank of the West Classic, Stanford | Cemento    | Garbiñe Muguruza | Paula Kania Kateřina Siniaková   | 6-2, 4-6, [10-5] |
| 2. | 21 giugno 2015    | AEGON Classic, Birmingham          | Erba       | Garbiñe Muguruza | Andrea Hlaváčková Lucie Hradecká | 6-4, 6-4         |
| 3. | 26 settembre 2015 | Toray Pan Pacific Open, Tokyo      | Cemento    | Garbiñe Muguruza | Chan Hao-ching Chan Yung-jan     | 7-5, 6-1         |

#### Sconfitte (6)
| Legenda               |
| --------------------- |
| Grande Slam (0)       |
| Argenti Olimpici (0)  |
| WTA Finals (1)        |
| Premier Mandatory (2) |
| Premier 5 (2)         |
| Premier (1)           |
| International (0)     |

| N. | Data              | Torneo                                  | Superficie  | Compagna         | Avversarie in finale              | Punteggio           |
| 1. | 10 maggio 2014    | Mutua Madrid Open, Madrid               | Terra rossa | Garbiñe Muguruza | Roberta Vinci Sara Errani         | 4-6, 3-6            |
| 2. | 20 settembre 2014 | Toray Pan Pacific Open, Tokyo           | Cemento     | Garbiñe Muguruza | Cara Black Sania Mirza            | 2-6, 5-7            |
| 3. | 21 febbraio 2015  | Dubai Tennis Championships, Dubai       | Cemento     | Garbiñe Muguruza | Tímea Babos Kristina Mladenovic   | 3-6, 2-6            |
| 4. | 9 maggio 2015     | Mutua Madrileña Madrid Open, Madrid (2) | Terra rossa | Garbiñe Muguruza | Casey Dellacqua Jaroslava Švedova | 3-6, 7-6(4), [5-10] |
| 5. | 1º novembre 2015  | WTA Finals, Singapore                   | Cemento (i) | Garbiñe Muguruza | Martina Hingis Sania Mirza        | 0-6, 3-6            |
| 6. | 27 febbraio 2016  | Qatar Total Open, Doha                  | Cemento     | Sara Errani      | Chan Hao-ching Chan Yung-jan      | 3-6, 3-6            |

## Statistiche ITF

### Singolare

#### Vittorie (6)
| Torneo $100.000 (0) |
| Torneo $80.000 (0)  |
| Torneo $75.000 (0)  |
| Torneo $60.000 (0)  |
| Torneo $50.000 (0)  |
| Torneo $25.000 (2)  |
| Torneo $15.000 (0)  |
| Torneo $10.000 (4)  |

| N. | Data             | Torneo                                           | Superficie  | Avversaria in finale | Score         |
| 1. | 7 novembre 2004  | Trofeo THB, Maiorca                              | Terra rossa | Petra Novotniková    | 6-2, 3-6, 6-1 |
| 2. | 6 marzo 2005     | Ciudad de Las Palmas, Las Palmas de Gran Canaria | Cemento     | Petra Cetkovská      | 2-6, 6-4, 6-3 |
| 3. | 12 febbraio 2006 | Vale do Lobo Ladies Open, Vale do Lobo           | Cemento     | İpek Şenoğlu         | 6-2, 6-3      |
| 4. | 24 febbraio 2007 | ITF Women's Circuit Melilla, Melilla             | Cemento     | Anna Gerasimou       | 6-4, 6-4      |
| 5. | 19 maggio 2007   | Open Cedaga, Las Palmas de Gran Canaria          | Terra rossa | Anna Floris          | 6-2, 6-2      |
| 6. | 10 giugno 2007   | ITF Women's Circuit Madrid, Madrid               | Terra rossa | Alina Jidikova       | 6-2, 6-1      |

#### Sconfitte (4)
| Torneo $100.000 (0) |
| Torneo $80.000 (0)  |
| Torneo $75.000 (0)  |
| Torneo $60.000 (0)  |
| Torneo $50.000 (0)  |
| Torneo $25.000 (2)  |
| Torneo $15.000 (0)  |
| Torneo $10.000 (2)  |

| N. | Data             | Torneo                                                | Superficie  | Avversaria in finale | Score            |
| 1. | 22 maggio 2005   | Ciudad Santa Cruz De Tenerife, Santa Cruz de Tenerife | Terra rossa | Petra Cetkovská      | 7-6(0), 3-6, 1-6 |
| 2. | 4 settembre 2005 | Città di Vittoria, Vittoria                           | Terra rossa | Anna Floris          | 4-6, 5-7         |
| 3. | 21 gennaio 2007  | AEGON Pro Series Sunderland, Sunderland               | Cemento     | Karen Paterson       | 4-6, 2-6         |
| 4. | 23 marzo 2008    | Ciudad Santa Cruz De Tenerife, Tenerife               | Terra rossa | Tzipora Obziler      | 2-6, 3-6         |

### Doppio

#### Vittorie (4)
| Torneo $100.000 (0) |
| Torneo $80.000 (0)  |
| Torneo $75.000 (1)  |
| Torneo $60.000 (0)  |
| Torneo $50.000 (0)  |
| Torneo $25.000 (1)  |
| Torneo $15.000 (0)  |
| Torneo $10.000 (2)  |

| N. | Data             | Torneo                        | Superficie  | Compagna                | Avversarie in finale             | Score               |
| 1. | 11 luglio 2004   | Internacional de Getxo, Getxo | Terra rossa | Anna Font-Estrada       | Andrea Benitez Estefania Craciun | 6-2, 6-3            |
| 2. | 3 settembre 2005 | Città di Vittoria, Vittoria   | Terra rossa | Lauren Fisher           | Silvia Disderi Giorgia Mortello  | 6-2, 6-3            |
| 3. | 29 luglio 2007   | ITF Roller Open, Pétange      | Terra rossa | Nastas'sja Jakimava     | Martina Müller Claudine Schaul   | 6(4)-7, 6-1, 7-6(1) |
| 4. | 5 agosto 2007    | Cidade de Vigo, Vigo          | Cemento     | Estrella Cabeza Candela | Ria Doernemann Justine Ozga      | 6-1, 4-6, 6-3       |

## Risultati in progressione
| Sigla | Risultato               |
| ----- | ----------------------- |
| V     | Vincitore               |
| F     | Finalista               |
| SF    | Semifinalista           |
| O     | Oro olimpico            |
| A     | Argento olimpico        |
| SF    | Bronzo olimpico         |
| QF    | Quarti di Finale        |
| 4T    | Quarto turno            |
| 3T    | Terzo turno             |
| 2T    | Secondo turno           |
| 1T    | Primo turno             |
| RR    | Round Robin             |
| LQ    | Turno di qualificazione |
| A     | Assente                 |
| ND    | Non disputato           |

| Legenda superfici    |
| -------------------- |
| Cemento              |
| Terra battuta        |
| Erba                 |
| Superficie variabile |

### Singolare
| Torneo                 | 2007          | 2008          | 2009          | 2010          | 2011          | 2012          | 2013          | 2014          | 2015          | 2016    | 2017          | 2018          | 2019          | 2020    | 2021    | Titoli       | V–S          |
| ---------------------- | ------------- | ------------- | ------------- | ------------- | ------------- | ------------- | ------------- | ------------- | ------------- | ------- | ------------- | ------------- | ------------- | ------- | ------- | ------------ | ------------ |
| Tornei del Grande Slam |               |               |               |               |               |               |               |               |               |         |               |               |               |         |         |              |              |
| Australian Open        | A             | Q2            | QF            | 3T            | 2T            | 2T            | 3T            | 3T            | 1T            | QF      | 2T            | QF            | 2T            | 2T      | A       | 0 / 12       | 23–12        |
| Open di Francia        | A             | QF            | 3T            | 1T            | A             | 3T            | 4T            | QF            | 3T            | 4T      | 4T            | 2T            | 3T            | A       | 1T      | 0 / 12       | 26–12        |
| Wimbledon              | A             | 2T            | 3T            | A             | Q2            | 1T            | 4T            | 2T            | 1T            | 4T      | 2T            | 3T            | 4T            | ND      | 1T      | 0 / 11       | 16–11        |
| US Open                | Q2            | 1T            | 2T            | 1T            | 4T            | 2T            | QF            | 3T            | 1T            | 4T      | 4T            | QF            | 1T            | A       | 1T      | 0 / 13       | 21–13        |
| Vittorie-sconfitte     | 0–0           | 5–3           | 9–4           | 2–3           | 4–2           | 4–4           | 12–4          | 9–4           | 2-4           | 13-4    | 8-4           | 11-4          | 6-3           | 1-1     | 0–3     | 0 / 48       | 86–48        |
| Giochi olimpici        |               |               |               |               |               |               |               |               |               |         |               |               |               |         |         |              |              |
| Giochi olimpici estivi | ND            | 1T            | Non disputato | Non disputato | Non disputato | 2T            | Non disputato | Non disputato | Non disputato | 3T      | Non disputato | Non disputato | Non disputato | 2T      | ND      | 0 / 4        | 4–4          |
| WTA Premier Mandatory  |               |               |               |               |               |               |               |               |               |         |               |               |               |         |         |              |              |
| Indian Wells           | A             | A             | 2T            | 4T            | A             | 2T            | 3T            | 3T            | QF            | A       | 3T            | QF            | 2T            | ND      | A       | 0 / 9        | 12–9         |
| Miami                  | A             | A             | 3T            | 2T            | A             | 1T            | 3T            | 4T            | F             | 2T      | 2T            | 2T            | 2T            | ND      | A       | 0 / 10       | 10–9         |
| Madrid                 | Non disputato | Non disputato | 1T            | A             | A             | 2T            | 2T            | 3T            | QF            | 3T      | 3T            | QF            | 2T            | ND      | A       | 0 / 9        | 12–9         |
| Pechino                | Tier II       | Tier II       | 1T            | Q2            | 2T            | QF            | 3T            | 3T            | 3T            | 1T      | 1T            | 2T            | A             | ND      | ND      | 0 / 9        | 11–9         |
| WTA Premier 5          |               |               |               |               |               |               |               |               |               |         |               |               |               |         |         |              |              |
| Doha / Dubai[1]        | Tier II       | A             | Non disputato | Non disputato | NP5           | 1T            | 1T            | A             | SF            | V       | A             | 2T            | QF            | 2T      | A       | 1 / 7        | 12–6         |
| Roma                   | A             | A             | 2T            | A             | A             | Q1            | QF            | QF            | F             | 3T      | 1T            | 1T            | 3T            | ND      | A       | 0 / 8        | 15–8         |
| Montréal / Toronto     | A             | A             | 1T            | A             | A             | 2T            | 3T            | QF            | 1T            | 2T      | 1T            | 3T            | 2T            | A       | A       | 0 / 9        | 9–9          |
| Cincinnati             | Tier III      | Tier III      | 1T            | A             | Q1            | 1T            | 1T            | 3T            | 1T            | QF      | 3T            | 1T            | 1T            | A       | A       | 0 / 9        | 6–9          |
| Tokyo                  | A             | A             | 1T            | A             | A             | 1T            | 1T            | Premier       | Premier       | Premier | Premier       | Premier       | Premier       | Premier | Premier | 0 / 3        | 0–3          |
| Wuhan                  | Non disputato | Non disputato | Non disputato | Non disputato | Non disputato | Non disputato | Non disputato | 2T            | 3T            | 3T      | 1T            | 1T            | A             | ND      | ND      | 0 / 5        | 4–5          |
| Carriera               | 2007          | 2008          | 2009          | 2010          | 2011          | 2012          | 2013          | 2014          | 2015          | 2016    | 2017          | 2018          | 2019          | 2020    | 2021    | No.          | No.          |
| Titoli                 | 0             | 0             | 0             | 0             | 0             | 0             | 0             | 1             | 0             | 1       | 0             | 0             | 0             | 0       | 0       | 2            | 2            |
| Finali raggiunte       | 0             | 0             | 1             | 1             | 0             | 1             | 2             | 1             | 3             | 1       | 0             | 1             | 0             | 0       | 0       | 11           | 11           |
| Vittorie - Sconfitte   | 0-0           | 14-14         | 29-27         | 21-14         | 15-12         | 25-26         | 43-26         | 51-25         | 41-24         | 38-20   | 26-23         | 26-21         | 18-18         | 6-5     | 1-5     | 2 / 254      | 354 - 260    |
| % V-S                  | N/A           | 50%           | 52%           | 60%           | 56%           | 49%           | 62%           | 67%           | 63%           | 66%     | 53%           | 55%           | 50%           | 55%     | 2%      | 57,65%       | 57,65%       |
| Ranking di fine anno   | 169           | 50            | 34            | 57            | 56            | 34            | 17            | 18            | 13            | 12      | 40            | 23            | 55            | 83      |         | $ 11.920.116 | $ 11.920.116 |

- 1 Il Dubai Tennis Championships e il Qatar Ladies Open di Doha si scambiano frequentemente lo status tra evento Premier ed evento Premier 5.

## Vittorie contro giocatrici Top 10
| Stagione | 2009 | 2010 | 2011 | 2012 | 2013 | 2014 | 2015 | 2016 | 2017 | 2018 | Totale |
| Vittorie | 1    | 1    | 0    | 2    | 4    | 3    | 9    | 4    | 0    | 4    | 28     |

| #    | Giocatrice              | Ranking | Evento                            | Superficie      | Turno | Punteggio           | Rank. CSNR |
| ---- | ----------------------- | ------- | --------------------------------- | --------------- | ----- | ------------------- | ---------- |
| 2009 |                         |         |                                   |                 |       |                     |            |
| 1.   | Venus Williams          | 6       | Australian Open, Melbourne        | Cemento         | 2T    | 2-6, 6-3, 7-5       | 46         |
| 2010 |                         |         |                                   |                 |       |                     |            |
| 2.   | Svetlana Kuznecova      | 3       | Indian Wells Open, Indian Wells   | Cemento         | 2T    | 6-4, 4-6, 6-1       | 42         |
| 2012 |                         |         |                                   |                 |       |                     |            |
| 3.   | Samantha Stosur (1)     | 5       | Giochi Olimpici, Londra           | Erba            | 1T    | 3-6, 7-5, 10-8      | 44         |
| 4.   | Petra Kvitová (1)       | 5       | China Open, Pechino               | Cemento         | 2T    | 6-3, 6-2            | 46         |
| 2013 |                         |         |                                   |                 |       |                     |            |
| 5.   | Sara Errani             | 7       | Australian Open, Melbourne        | Cemento         | 2T    | 6-4, 6-4            | 33         |
| 6.   | Caroline Wozniacki      | 10      | Stuttgart Open, Stoccarda         | Terra rossa (i) | 1T    | 7-6(6), 6-1         | 23         |
| 7.   | Samantha Stosur (2)     | 9       | Madrid Open, Madrid               | Terra rossa     | 1T    | 7-6(7), 6-2         | 23         |
| 8.   | Angelique Kerber (1)    | 10      | US Open, New York                 | Cemento         | 4T    | 4-6, 6-3, 7-6(3)    | 20         |
| 2014 |                         |         |                                   |                 |       |                     |            |
| 9.   | Petra Kvitová (2)       | 6       | Dubai Tennis Championships, Dubai | Cemento         | 2T    | 1-6, 6-4, 7-6(6)    | 16         |
| 10.  | Angelique Kerber (2)    | 7       | Stuttgart Open, Stoccarda         | Terra rossa (i) | 2T    | 7-5, 6-4            | 16         |
| 11.  | Marija Šarapova         | 6       | Canadian Open, Montréal           | Cemento         | 3T    | 6-4, 4-6, 6-2       | 16         |
| 2015 |                         |         |                                   |                 |       |                     |            |
| 12.  | Ekaterina Makarova      | 10      | Sydney International, Sydney      | Cemento         | 2T    | 4-6, 6-4, 6-1       | 17         |
| 13.  | Petra Kvitová (3)       | 3       | Dubai Tennis Championships, Dubai | Cemento         | 3T    | 6-3, 4-6, 6-3       | 13         |
| 14.  | Petra Kvitová (4)       | 4       | Qatar Ladies Open, Doha           | Cemento         | QF    | 3-6, 6-0, 6-3       | 14         |
| 15.  | Agnieszka Radwańska (1) | 8       | Miami Open, Miami                 | Cemento         | 4T    | 5-7, 6-0, 6-4       | 12         |
| 16.  | Angelique Kerber (3)    | 10      | Miami Open, Miami                 | Cemento         | SF    | 6-3, 6-3            | 12         |
| 17.  | Ana Ivanović            | 7       | Madrid Open, Madrid               | Terra rossa     | 3T    | 7-5, 1-6, 6-4       | 12         |
| 18.  | Eugenie Bouchard        | 6       | Internazionali d'Italia, Roma     | Terra rossa     | 3T    | 6(2)-7, 7-5, 7-6(7) | 10         |
| 19.  | Petra Kvitová (5)       | 4       | Internazionali d'Italia, Roma     | Terra rossa     | QF    | 6-3, 6-2            | 10         |
| 20.  | Simona Halep            | 2       | Internazionali BNL d'Italia, Roma | Terra rossa     | SF    | 2-6, 6-3, 7-5       | 10         |
| 2016 |                         |         |                                   |                 |       |                     |            |
| 21.  | Agnieszka Radwańska (2) | 3       | Qatar Ladies Open, Doha           | Cemento         | SF    | 6-2, 6-0            | 11         |
| 22.  | Roberta Vinci (1)       | 8       | Fed Cup, Lleida                   | Terra rossa     | PO    | 6-1, 6-1            | 11         |
| 23.  | Angelique Kerber (4)    | 4       | Birmingham Classic, Birmingham    | Erba            | QF    | 6-4, 1-6, 7-5       | 15         |
| 24.  | Roberta Vinci (2)       | 8       | Cincinnati Open, Cincinnati       | Cemento         | 3T    | 6-1, 7-5            | 12         |
| 2018 |                         |         |                                   |                 |       |                     |            |
| 25.  | Elina Svitolina (1)     | 4       | Indian Wells Open, Indian Wells   | Cemento         | 3T    | 7-5, 6-3            | 27         |
| 26.  | Elina Svitolina (2)     | 4       | Madrid Open, Madrid               | Terra rossa     | 2T    | 2-6, 7-6(3), 6-4    | 25         |
| 27.  | Petra Kvitová (6)       | 5       | Connecticut Open, New Haven       | Cemento         | QF    | 6-3, rit.           | 30         |
| 28.  | Caroline Garcia         | 6       | US Open, New York                 | Cemento         | 3T    | 5-7, 6-4, 7-6(4)    | 24         |